# Liga Națională de handbal feminin 2021-2022
Liga Națională de handbal feminin 2021-2022, denumită din motive de sponsorizare Liga Florilor MOL, a fost a 64-a ediție a primului eșalon valoric al campionatului național de handbal feminin românesc, respectiv a 25-a ediție în sistemul Ligii Naționale. Competiția a fost organizată de Federația Română de Handbal (FRH) și a fost câștigată de CS Rapid București.
Ediția din 2020-2021 s-a desfășurat în mod excepțional cu 16 echipe, deoarece ediția precedentă a fost grav afectată de pandemia de COVID-19 și a trebuit suspendată pe 11 februarie 2020, nemaiputându-se stabili echipele care să retrogradeze. De aceea, pentru a se reveni la formatul standard cu 14 echipe, regulamentul de desfășurare a sezonului 2020-2021 preciza că, la încheierea competiției, „echipele clasate pe locurile 16, 15, 14 și 13 vor retrograda direct în Divizia A”, iar „echipele clasate pe locurile 12 și 11 vor susține jocuri de baraj cu ocupantele locurilor 3 și 4 ale turneului final al Diviziei A”. Pe 16 noiembrie 2020, noul Consiliu de Administrație al clubului a votat retragerea echipei ACS Crișul Chișineu-Criș din Liga Națională, deoarece „bugetul orașului nu suportă susținerea echipei de handbal în Liga Florilor”, astfel că doar echipele clasate la finalul competiției pe locurile 15, 14 și 13 au retrogradat direct. 
În final, 14 echipe au luat parte la ediția 2021-2022 a Ligii Naționale.

## Parteneri oficiali
Partenerii oficiali ai FRH pentru ediția 2021-2022 a Ligii Naționale au fost:
- BRD - Groupe Société Générale
- Niro Investment Group
- Ministerul Tineretului și Sportului
- Ministerul Educației și Cercetării
- Comitetul Olimpic și Sportiv Român

## Echipe participante
În afara echipelor care s-au clasat pe primele 10 poziții la sfârșitul ediției 2020-2021 și care și-au păstrat astfel locul în Liga Națională, pe 15 mai 2021 au promovat și cele două echipe calificate în finala turneului Diviziei A: 
1. CSM Deva
2. CSU Știința București

Alte două echipe, SCM Craiova și CS Dacia Mioveni 2012, au fost decise în urma unui turneu de promovare. Astfel, echipele care au participat în sezonul competițional 2021-2022 al Ligii Naționale de handbal feminin au fost:
| - CSM București - CS Minaur Baia Mare - SCM Râmnicu Vâlcea - SCM Gloria Buzău - CS Măgura Cisnădie - CS Rapid București - HC Dunărea Brăila | - HC Zalău - CS Gloria Bistrița - CSM Slatina - CSM Deva - CSU Știința București - SCM Craiova - CS Dacia Mioveni 2012 |

## Clasament
|  | Echipe care participă la barajul de promovare |
|  | Echipe retrogradate în Divizia A              |

Actualizat pe 29 mai 2022;
| Poz. | Echipa                  | J  | V  | E | Î  | GM  | GP  | G     | P  |
| ---- | ----------------------- | -- | -- | - | -- | --- | --- | ----- | -- |
| 1    | CS Rapid București      | 26 | 23 | 0 | 3  | 797 | 678 | + 119 | 69 |
| 2    | CSM București           | 26 | 22 | 2 | 2  | 769 | 602 | + 167 | 68 |
| 3    | SCM Râmnicu Vâlcea      | 26 | 18 | 1 | 7  | 775 | 704 | + 71  | 55 |
| 4    | CS Măgura Cisnădie      | 26 | 17 | 1 | 8  | 690 | 662 | + 28  | 52 |
| 5    | SCM Gloria Buzău        | 26 | 16 | 1 | 9  | 713 | 665 | + 48  | 49 |
| 6    | CS Minaur Baia Mare     | 26 | 15 | 0 | 11 | 760 | 725 | + 35  | 45 |
| 7    | CS Gloria 2018 Bistrița | 26 | 13 | 2 | 11 | 705 | 652 | + 53  | 41 |
| 8    | HC Dunărea Brăila       | 26 | 13 | 2 | 11 | 684 | 662 | + 22  | 41 |
| 9    | HC Zalău                | 26 | 12 | 1 | 13 | 598 | 605 | – 7   | 37 |
| 10   | SCM Craiova             | 26 | 10 | 3 | 13 | 672 | 682 | – 10  | 33 |
| 11   | CSM Slatina             | 26 | 7  | 1 | 18 | 645 | 704 | – 59  | 22 |
| 12   | CS Dacia Mioveni 2012   | 26 | 6  | 0 | 20 | 585 | 663 | – 78  | 18 |
| 13   | CSU Știința București   | 26 | 2  | 0 | 24 | 611 | 784 | – 173 | 6  |
| 14   | CSM Deva                | 26 | 1  | 0 | 25 | 528 | 744 | – 216 | 3  |

## Rezultate în tur
Programul turului campionatului a fost anunțat pe 22 iunie 2021.
Date oficiale publicate de Federația Română de Handbal

### Etapa I
| 31 august 2021 TVR 216:00 | HC Dunărea Brăila | 22 – 18 | HC Zalău           | Sala Polivalentă „Danubius”, Brăila Arbitri: Doană, Gociu |
| 31 august 2021 TVR 216:00 | Rodrigues-Belo 5  | (9–11)  | Dindiligan, Tóth 4 | Sala Polivalentă „Danubius”, Brăila Arbitri: Doană, Gociu |
| 31 august 2021 TVR 216:00 | 2× 2×             | Cronica | 5× 2×              | Sala Polivalentă „Danubius”, Brăila Arbitri: Doană, Gociu |

| 3 septembrie 2021 18:00 | SCM Gloria Buzău | 25 – 23 | CS Gloria 2018 Bistrița | Sala Sporturilor „Romeo Iamandi”, Buzău Arbitri: Badiu, Barbu |
| 3 septembrie 2021 18:00 | Czeczi 6         | (13–8)  | Kovačević 6             | Sala Sporturilor „Romeo Iamandi”, Buzău Arbitri: Badiu, Barbu |
| 3 septembrie 2021 18:00 | 4× 2×            | Cronica | 5× 2×                   | Sala Sporturilor „Romeo Iamandi”, Buzău Arbitri: Badiu, Barbu |

| 3 septembrie 2021 TVR 118:30 | CSM București | 25 – 23 | CSU Știința București | Sala „Dinamo”, București Arbitri: Babău, Roibu |
| 3 septembrie 2021 TVR 118:30 | Omoregie 8    | (14–15) | Cazanga 13            | Sala „Dinamo”, București Arbitri: Babău, Roibu |
| 3 septembrie 2021 TVR 118:30 | 2× 2×         | Cronica | 2× 1×                 | Sala „Dinamo”, București Arbitri: Babău, Roibu |

| 4 septembrie 2021 11:00 | CSM Slatina | 24 – 23 | CS Dacia Mioveni 2012 | Sala LPS, Slatina Arbitri: Gurbina, Stanciu |
| 4 septembrie 2021 11:00 | Popescu 11  | (11–11) | Lisewska 7            | Sala LPS, Slatina Arbitri: Gurbina, Stanciu |
| 4 septembrie 2021 11:00 | 3× 2×       | Cronica | 4× 3×                 | Sala LPS, Slatina Arbitri: Gurbina, Stanciu |

| 4 septembrie 2021 18:00 | SCM Râmnicu Vâlcea | 29 – 29 | SCM Craiova | Sala Sporturilor „Traian”, Râmnicu Vâlcea Arbitri: Moldovan, Gherman |
| 4 septembrie 2021 18:00 | Nikolić 8          | (13–16) | Bak 9       | Sala Sporturilor „Traian”, Râmnicu Vâlcea Arbitri: Moldovan, Gherman |
| 4 septembrie 2021 18:00 | 3× 2×              | Cronica | 7× 1×       | Sala Sporturilor „Traian”, Râmnicu Vâlcea Arbitri: Moldovan, Gherman |

| 4 septembrie 2021 18:00 | CSM Deva | 15 – 27 | CS Rapid București | Sala Sporturilor, Deva Arbitri: Năstase, Stancu |
| 4 septembrie 2021 18:00 | Malac 6  | (12–12) | Tîrcă 11           | Sala Sporturilor, Deva Arbitri: Năstase, Stancu |
| 4 septembrie 2021 18:00 | 3× 1×    | Cronica | 1× 1×              | Sala Sporturilor, Deva Arbitri: Năstase, Stancu |

| 4 septembrie 2021 18:00 | CS Măgura Cisnădie | 30 – 24 | CS Minaur Baia Mare | Sala Polivalentă „Măgura”, Cisnădie Arbitri: Ifrim, Ilisei |
| 4 septembrie 2021 18:00 | Dmitrović 8        | (16–11) | Fujita 9            | Sala Polivalentă „Măgura”, Cisnădie Arbitri: Ifrim, Ilisei |
| 4 septembrie 2021 18:00 | 2× 2×              | Cronica | 2× 2×               | Sala Polivalentă „Măgura”, Cisnădie Arbitri: Ifrim, Ilisei |

### Etapa a II-a
| 6 septembrie 2021 TVR 218:30 | CS Gloria 2018 Bistrița | 21 – 24 | CSM București | Sala Polivalentă, Bistrița Arbitri: Ifrim, Ilisei |
| 6 septembrie 2021 TVR 218:30 | Dincă 5                 | (12–14) | C. Neagu 9    | Sala Polivalentă, Bistrița Arbitri: Ifrim, Ilisei |
| 6 septembrie 2021 TVR 218:30 | 1× 4×                   | Cronica | 6× 2×         | Sala Polivalentă, Bistrița Arbitri: Ifrim, Ilisei |

| 11 septembrie 2021 11:00 | HC Zalău     | 24 – 20 | CSM Slatina | Sala Sporturilor „Gheorghe Tadici”, Zalău Arbitri: Murariu, Tăbăcariu |
| 11 septembrie 2021 11:00 | Dindiligan 8 | (12–12) | Popescu 5   | Sala Sporturilor „Gheorghe Tadici”, Zalău Arbitri: Murariu, Tăbăcariu |
| 11 septembrie 2021 11:00 | 4× 2×        | Cronica | 6× 2× 1×    | Sala Sporturilor „Gheorghe Tadici”, Zalău Arbitri: Murariu, Tăbăcariu |

| 11 septembrie 2021 11:00 | CS Minaur Baia Mare | 23 – 27 | HC Dunărea Brăila | Sala Sporturilor „Lascăr Pană”, Baia Mare Asistență: 500 Arbitri: Drăghici, Drăguț |
| 11 septembrie 2021 11:00 | Fujita 7            | (9–14)  | Kurtović 9        | Sala Sporturilor „Lascăr Pană”, Baia Mare Asistență: 500 Arbitri: Drăghici, Drăguț |
| 11 septembrie 2021 11:00 | 2× 3×               | Cronica | 4× 3×             | Sala Sporturilor „Lascăr Pană”, Baia Mare Asistență: 500 Arbitri: Drăghici, Drăguț |

| 11 septembrie 2021 TVR 111:00 | CS Rapid București | 34 – 33 | SCM Gloria Buzău | Sala Polivalentă „Rapid”, București Arbitri: Cazan, Suliman |
| 11 septembrie 2021 TVR 111:00 | Buceschi 10        | (20–17) | Rotaru 8         | Sala Polivalentă „Rapid”, București Arbitri: Cazan, Suliman |
| 11 septembrie 2021 TVR 111:00 | 3× 1×              | Cronica | 10× 1× 1×        | Sala Polivalentă „Rapid”, București Arbitri: Cazan, Suliman |

| 11 septembrie 2021 14:00 | CSU Știința București | 19 – 30 | CS Măgura Cisnădie | Sala Polivalentă „Rapid”, București Arbitri: Pârvu, Potîrniche |
| 11 septembrie 2021 14:00 | Boljević 6            | (8–17)  | Blažević 6         | Sala Polivalentă „Rapid”, București Arbitri: Pârvu, Potîrniche |
| 11 septembrie 2021 14:00 | 6×                    | Cronica | 5× 3×              | Sala Polivalentă „Rapid”, București Arbitri: Pârvu, Potîrniche |

| 11 septembrie 2021 18:00 | SCM Râmnicu Vâlcea | 28 – 22 | CSM Deva | Sala Sporturilor „Traian”, Râmnicu Vâlcea Arbitri: Basso, Tofan |
| 11 septembrie 2021 18:00 | Glibko 7           | (14–11) | Malac 8  | Sala Sporturilor „Traian”, Râmnicu Vâlcea Arbitri: Basso, Tofan |
| 11 septembrie 2021 18:00 | 7× 2×              | Cronica | 10× 1×   | Sala Sporturilor „Traian”, Râmnicu Vâlcea Arbitri: Basso, Tofan |

| 11 septembrie 2021 19:00 | SCM Craiova | 25 – 18 | CS Dacia Mioveni 2012 | Sala Polivalentă, Craiova Arbitri: Stark, Ștefan |
| 11 septembrie 2021 19:00 | Bak 7       | (14–9)  | Lisewska 6            | Sala Polivalentă, Craiova Arbitri: Stark, Ștefan |
| 11 septembrie 2021 19:00 | 7× 3×       | Cronica | 1× 1×                 | Sala Polivalentă, Craiova Arbitri: Stark, Ștefan |

### Etapa a III-a
| 22 septembrie 2021 TVR 116:00 | CSM București | 38 – 30 | CS Rapid București | Sala Polivalentă, București Arbitri: Pârvu, Potîrniche |
| 22 septembrie 2021 TVR 116:00 | C. Neagu 13   | (19–11) | Carlos 8           | Sala Polivalentă, București Arbitri: Pârvu, Potîrniche |
| 22 septembrie 2021 TVR 116:00 | 3× 2×         | Cronica | 2× 1×              | Sala Polivalentă, București Arbitri: Pârvu, Potîrniche |

| 23 septembrie 2021 17:00 | HC Dunărea Brăila | 32 – 18 | CSU Știința București     | Sala Polivalentă „Danubius”, Brăila Arbitri: Ghiță, Topliceanu |
| 23 septembrie 2021 17:00 | Da Rocha 7        | (19–9)  | Boljević, Bîță, Cazanga 4 | Sala Polivalentă „Danubius”, Brăila Arbitri: Ghiță, Topliceanu |
| 23 septembrie 2021 17:00 | 5×                | Cronica | 1× 2×                     | Sala Polivalentă „Danubius”, Brăila Arbitri: Ghiță, Topliceanu |

| 25 septembrie 2021 11:00 | CSM Slatina                  | 26 – 29 | CS Minaur Baia Mare | Sala LPS, Slatina Arbitri: Ciulei, Stănescu |
| 25 septembrie 2021 11:00 | Cârligeanu, Chitacu, Olaru 5 | (16–17) | Zych, Fujita 7      | Sala LPS, Slatina Arbitri: Ciulei, Stănescu |
| 25 septembrie 2021 11:00 | 5× 3×                        | Cronica | × 1×                | Sala LPS, Slatina Arbitri: Ciulei, Stănescu |

| 25 septembrie 2021 12:00 | CS Dacia Mioveni 2012 | 16 – 18 | HC Zalău  | Sala Sporturilor, Mioveni Arbitri: Ghiorghișor, Harabgiu |
| 25 septembrie 2021 12:00 | Lazăr 8               | (7–7)   | Popescu 5 | Sala Sporturilor, Mioveni Arbitri: Ghiorghișor, Harabgiu |
| 25 septembrie 2021 12:00 | 2× 2×                 | Cronica | 5× 2×     | Sala Sporturilor, Mioveni Arbitri: Ghiorghișor, Harabgiu |

| 25 septembrie 2021 TVR 211:00 | SCM Gloria Buzău | 25 – 21 | SCM Râmnicu Vâlcea | Sala Sporturilor „Romeo Iamandi”, Buzău Arbitri: Gheorghiu, Hagiu |
| 25 septembrie 2021 TVR 211:00 | Czeczi 9         | (14–10) | Elghaoui 5         | Sala Sporturilor „Romeo Iamandi”, Buzău Arbitri: Gheorghiu, Hagiu |
| 25 septembrie 2021 TVR 211:00 | 1× 3×            | Cronica | 1× 1×              | Sala Sporturilor „Romeo Iamandi”, Buzău Arbitri: Gheorghiu, Hagiu |

| 25 septembrie 2021 18:00 | CSM Deva  | 20 – 23 | SCM Craiova          | Sala Sporturilor, Deva Arbitri: Agliceriu, Turdean |
| 25 septembrie 2021 18:00 | Gavrilă 8 | (11–13) | Bak, Zamfir Burcea 5 | Sala Sporturilor, Deva Arbitri: Agliceriu, Turdean |
| 25 septembrie 2021 18:00 | 6× 2×     | Cronica | 6× 2×                | Sala Sporturilor, Deva Arbitri: Agliceriu, Turdean |

| 25 septembrie 2021 18:00 | CS Măgura Cisnădie | 32 – 30 | CS Gloria 2018 Bistrița | Sala Polivalentă „Măgura”, Cisnădie Arbitri: Georgescu, Moldoveanu |
| 25 septembrie 2021 18:00 | Bardac, Blažević 7 | (16–13) | Kovačević 7             | Sala Polivalentă „Măgura”, Cisnădie Arbitri: Georgescu, Moldoveanu |
| 25 septembrie 2021 18:00 | 4× 2×              | Cronica | 4× 3×                   | Sala Polivalentă „Măgura”, Cisnădie Arbitri: Georgescu, Moldoveanu |

### Etapa a IV-a
| 29 septembrie 2021 11:00 | SCM Craiova | 20 – 20 | HC Zalău | Sala Polivalentă, Craiova Arbitri: Mârza, Nedelea |
| 29 septembrie 2021 11:00 | Bak 8       | (12–12) | Tóth 5   | Sala Polivalentă, Craiova Arbitri: Mârza, Nedelea |
| 29 septembrie 2021 11:00 | 4× 2×       | Cronica | 3× 2×    | Sala Polivalentă, Craiova Arbitri: Mârza, Nedelea |

| 29 septembrie 2021 TVR 216:00 | CS Rapid București | 29 – 24 | CS Măgura Cisnădie | Sala Polivalentă „Rapid”, București Arbitri: Năstase, Stancu |
| 29 septembrie 2021 TVR 216:00 | Buceschi 6         | (11–12) | Blažević 9         | Sala Polivalentă „Rapid”, București Arbitri: Năstase, Stancu |
| 29 septembrie 2021 TVR 216:00 | 1× 1× 1×           | Cronica | 4× 1×              | Sala Polivalentă „Rapid”, București Arbitri: Năstase, Stancu |

| 29 septembrie 2021 17:00 | CS Minaur Baia Mare | 30 – 23 | CS Dacia Mioveni 2012 | Sala Sporturilor „Lascăr Pană”, Baia Mare Asistență: 300 Arbitri: Doană, Gociu |
| 29 septembrie 2021 17:00 | Laslo 9             | (17–14) | Vizuete 5             | Sala Sporturilor „Lascăr Pană”, Baia Mare Asistență: 300 Arbitri: Doană, Gociu |
| 29 septembrie 2021 17:00 | 4× 3×               | Cronica | 2× 1×                 | Sala Sporturilor „Lascăr Pană”, Baia Mare Asistență: 300 Arbitri: Doană, Gociu |

| 29 septembrie 2021 18:00 | CS Gloria 2018 Bistrița | 24 – 24 | HC Dunărea Brăila | Sala Polivalentă, Bistrița Arbitri: Badiu, Barbu |
| 29 septembrie 2021 18:00 | Cabral, Kovačević 5     | (11–9)  | Rodrigues-Belo 7  | Sala Polivalentă, Bistrița Arbitri: Badiu, Barbu |
| 29 septembrie 2021 18:00 | 6× 1×                   | Cronica | 4× 2×             | Sala Polivalentă, Bistrița Arbitri: Badiu, Barbu |

| 29 septembrie 2021 18:00 | CSM Deva | 23 – 32 | SCM Gloria Buzău | Sala Sporturilor, Deva Arbitri: Drăguț, Drăghici |
| 29 septembrie 2021 18:00 | Malac 8  | (12–16) | Czeczi 4         | Sala Sporturilor, Deva Arbitri: Drăguț, Drăghici |
| 29 septembrie 2021 18:00 | 3× 2×    | Cronica | 4× 3×            | Sala Sporturilor, Deva Arbitri: Drăguț, Drăghici |

| 29 septembrie 2021 19:00 | CSU Știința București | 27 – 29 | CSM Slatina | Sala Polivalentă „Rapid”, București Arbitri: Basso, Tofan |
| 29 septembrie 2021 19:00 | Boljević 7            | (11–14) | Popescu 8   | Sala Polivalentă „Rapid”, București Arbitri: Basso, Tofan |
| 29 septembrie 2021 19:00 | 10× 2×                | Cronica | 4× 3× 1×    | Sala Polivalentă „Rapid”, București Arbitri: Basso, Tofan |

| 30 septembrie 2021 TVR 118:00 | SCM Râmnicu Vâlcea | 31 – 30 | CSM București | Sala Sporturilor „Traian”, Râmnicu Vâlcea Arbitri: Ifrim, Olisei |
| 30 septembrie 2021 TVR 118:00 | Nikolić 7          | (15–13) | C. Neagu 15   | Sala Sporturilor „Traian”, Râmnicu Vâlcea Arbitri: Ifrim, Olisei |
| 30 septembrie 2021 TVR 118:00 | 1× 2×              | Cronica | 5× 1×         | Sala Sporturilor „Traian”, Râmnicu Vâlcea Arbitri: Ifrim, Olisei |

### Etapa a V-a
| 13 octombrie 2021 17:00 | CSM București | 31 – 20 | CSM Deva  | Sala Polivalentă, București Arbitri: Lungu, Paraschiv |
| 13 octombrie 2021 17:00 | Arntzen 6     | (17–9)  | Gavrilă 7 | Sala Polivalentă, București Arbitri: Lungu, Paraschiv |
| 13 octombrie 2021 17:00 | 3× 2×         | Cronica | 3× 2×     | Sala Polivalentă, București Arbitri: Lungu, Paraschiv |

| 16 octombrie 2021 11:00 | CSM Slatina       | 24 – 25 | CS Gloria 2018 Bistrița | Sala LPS, Slatina Arbitri: Ghiorghișor, Harabagiu |
| 16 octombrie 2021 11:00 | Popescu, Ostase 6 | (14–12) | Cabral, Kovačević 6     | Sala LPS, Slatina Arbitri: Ghiorghișor, Harabagiu |
| 16 octombrie 2021 11:00 | 4× 3×             | Cronica | 6× 2×                   | Sala LPS, Slatina Arbitri: Ghiorghișor, Harabagiu |

| 16 octombrie 2021 11:00 | CS Dacia Mioveni 2012 | 24 – 21 | CSU Știința București       | Sala Sporturilor, Mioveni Arbitri: Agliceriu, Turdean |
| 16 octombrie 2021 11:00 | Toma 7                | (10–11) | Cazanga, Leuștean, Tetean 5 | Sala Sporturilor, Mioveni Arbitri: Agliceriu, Turdean |
| 16 octombrie 2021 11:00 | 7× 2×                 | Cronica | ×                           | Sala Sporturilor, Mioveni Arbitri: Agliceriu, Turdean |

| 16 octombrie 2021 TVR 115:30 | HC Zalău  | 23 – 26 | CS Minaur Baia Mare | Sala Sporturilor „Gheorghe Tadici”, Zalău Asistență: 300 Arbitri: Stark, Ștefan |
| 16 octombrie 2021 TVR 115:30 | Popescu 7 | (10–14) | Burlacenko, Laslo 7 | Sala Sporturilor „Gheorghe Tadici”, Zalău Asistență: 300 Arbitri: Stark, Ștefan |
| 16 octombrie 2021 TVR 115:30 | ×         | Cronica | 5× 1×               | Sala Sporturilor „Gheorghe Tadici”, Zalău Asistență: 300 Arbitri: Stark, Ștefan |

| 16 octombrie 2021 17:00 | HC Dunărea Brăila | 29 – 30 | CS Rapid București | Sala Polivalentă „Danubius”, Brăila Arbitri: Drăghici, Drăguț |
| 16 octombrie 2021 17:00 | Udriștioiu 8      | (14–16) | Carlos 6           | Sala Polivalentă „Danubius”, Brăila Arbitri: Drăghici, Drăguț |
| 16 octombrie 2021 17:00 | 3× 2×             | Cronica | × 2×               | Sala Polivalentă „Danubius”, Brăila Arbitri: Drăghici, Drăguț |

| 16 octombrie 2021 18:00 | SCM Gloria Buzău    | 29 – 25 | SCM Craiova  | Sala Sporturilor „Romeo Iamandi”, Buzău Arbitri: Șerbu, Vasilescu |
| 16 octombrie 2021 18:00 | Czeczi, Harabagiu 7 | (15–13) | Bak, Løken 6 | Sala Sporturilor „Romeo Iamandi”, Buzău Arbitri: Șerbu, Vasilescu |
| 16 octombrie 2021 18:00 | 2× 3×               | Cronica | 3× 3×        | Sala Sporturilor „Romeo Iamandi”, Buzău Arbitri: Șerbu, Vasilescu |

| 20 octombrie 2021 TVR 216:00 | CS Măgura Cisnădie | 21 – 23 | SCM Râmnicu Vâlcea | Sala Polivalentă „Măgura”, Cisnădie Arbitri: Georgescu, Moldoveanu |
| 20 octombrie 2021 TVR 216:00 | M. Neagu 5         | (9–12)  | Glibko 7           | Sala Polivalentă „Măgura”, Cisnădie Arbitri: Georgescu, Moldoveanu |
| 20 octombrie 2021 TVR 216:00 | 1× 2×              | Cronica | 2× 3×              | Sala Polivalentă „Măgura”, Cisnădie Arbitri: Georgescu, Moldoveanu |

### Etapa a VI-a
| 21 octombrie 2021 TVR 118:30 | SCM Gloria Buzău | 22 – 22 | CSM București | Sala Sporturilor „Romeo Iamandi”, Buzău Arbitri: Ciulei, Stănescu |
| 21 octombrie 2021 TVR 118:30 | Harabagiu 7      | (10–9)  | C. Neagu 8    | Sala Sporturilor „Romeo Iamandi”, Buzău Arbitri: Ciulei, Stănescu |
| 21 octombrie 2021 TVR 118:30 | 2× 1×            | Cronica | 4× 3×         | Sala Sporturilor „Romeo Iamandi”, Buzău Arbitri: Ciulei, Stănescu |

| 22 octombrie 2021 17:00 | CS Gloria 2018 Bistrița | 31 – 21 | CS Dacia Mioveni 2012 | Sala Polivalentă, Bistrița Arbitri: Gorina, Melencu |
| 22 octombrie 2021 17:00 | Iuganu 5                | (15–12) | Lazăr, Lisewska 4     | Sala Polivalentă, Bistrița Arbitri: Gorina, Melencu |
| 22 octombrie 2021 17:00 | 6× 3×                   | Cronica | 2× 2×                 | Sala Polivalentă, Bistrița Arbitri: Gorina, Melencu |

| 23 octombrie 2021 13:30 | CS Rapid București | 33 – 27 | CSM Slatina | Sala Polivalentă „Rapid”, București Arbitri: Mârza, Nedelea |
| 23 octombrie 2021 13:30 | Tîrcă 11           | (18–16) | Popescu 8   | Sala Polivalentă „Rapid”, București Arbitri: Mârza, Nedelea |
| 23 octombrie 2021 13:30 | 1× 2×              | Cronica | 5× 2×       | Sala Polivalentă „Rapid”, București Arbitri: Mârza, Nedelea |

| 23 octombrie 2021 TVR 115:30 | SCM Râmnicu Vâlcea | 32 – 27 | HC Dunărea Brăila | Sala Sporturilor „Traian”, Râmnicu Vâlcea Arbitri: Cazan, Suliman |
| 23 octombrie 2021 TVR 115:30 | Glibko 9           | (19–12) | Kurtović 9        | Sala Sporturilor „Traian”, Râmnicu Vâlcea Arbitri: Cazan, Suliman |
| 23 octombrie 2021 TVR 115:30 | 4× 1×              | Cronica | 1× 2×             | Sala Sporturilor „Traian”, Râmnicu Vâlcea Arbitri: Cazan, Suliman |

| 23 octombrie 2021 17:30 | SCM Craiova | 27 – 28 | CS Minaur Baia Mare | Sala Polivalentă, Craiova Asistență: 300 Arbitri: Constantin, Gál |
| 23 octombrie 2021 17:30 | Țicu 5      | (12–16) | Laslo 7             | Sala Polivalentă, Craiova Asistență: 300 Arbitri: Constantin, Gál |
| 23 octombrie 2021 17:30 | 2× 2×       | Cronica | 2× 2×               | Sala Polivalentă, Craiova Asistență: 300 Arbitri: Constantin, Gál |

| 24 octombrie 2021 12:00 | CSU Știința București | 21 – 27 | HC Zalău   | Sala Polivalentă „Rapid”, București Arbitri: Ciutacu, Stamatoiu |
| 24 octombrie 2021 12:00 | Cazanga 7             | (9–16)  | Mitrache 7 | Sala Polivalentă „Rapid”, București Arbitri: Ciutacu, Stamatoiu |
| 24 octombrie 2021 12:00 | 7× 1×                 | Cronica | 3× 3×      | Sala Polivalentă „Rapid”, București Arbitri: Ciutacu, Stamatoiu |

| 27 octombrie 2021 18:00 | CSM Deva         | 18 – 25 | CS Măgura Cisnădie | Sala Sporturilor, Deva Arbitri: Manea, Iliescu |
| 27 octombrie 2021 18:00 | Gavrilă, Malac 5 | (7–14)  | Bardac 6           | Sala Sporturilor, Deva Arbitri: Manea, Iliescu |
| 27 octombrie 2021 18:00 | 4× 2×            | Cronica | 5× 2×              | Sala Sporturilor, Deva Arbitri: Manea, Iliescu |

### Etapa a VII-a
| 27 octombrie 2021 TVR 118:30 | CSM București          | 33 – 24 | SCM Craiova | Sala Polivalentă, București Arbitri: Gherman, Moldovan |
| 27 octombrie 2021 TVR 118:30 | Dindiligan, Omoregie 6 | (17–12) | Adespii 6   | Sala Polivalentă, București Arbitri: Gherman, Moldovan |
| 27 octombrie 2021 TVR 118:30 | 4× 2×                  | Cronica | 3× 1×       | Sala Polivalentă, București Arbitri: Gherman, Moldovan |

| 30 octombrie 2021 11:00 | CSM Slatina | 23 – 31 | SCM Râmnicu Vâlcea | Sala LPS, Slatina Arbitri: Ghiorghișor, Harabagiu |
| 30 octombrie 2021 11:00 | Popescu 6   | (11–17) | Florica, Glibko 7  | Sala LPS, Slatina Arbitri: Ghiorghișor, Harabagiu |
| 30 octombrie 2021 11:00 | 1× 2×       | Cronica | 2× 2×              | Sala LPS, Slatina Arbitri: Ghiorghișor, Harabagiu |

| 30 octombrie 2021 11:00 | CS Dacia Mioveni 2012 | 27 – 28 | CS Rapid București | Sala Sporturilor, Mioveni Arbitri: Pârvu, Potîrniche |
| 30 octombrie 2021 11:00 | Toma 10               | (13–11) | Carlos 8           | Sala Sporturilor, Mioveni Arbitri: Pârvu, Potîrniche |
| 30 octombrie 2021 11:00 | 9× 2×                 | Cronica | 5× 1×              | Sala Sporturilor, Mioveni Arbitri: Pârvu, Potîrniche |

| 30 octombrie 2021 TVR 211:00 | HC Zalău | 21 – 19 | CS Gloria 2018 Bistrița | Sala Sporturilor „Gheorghe Tadici”, Zalău Arbitri: Șerbu, Vasilescu |
| 30 octombrie 2021 TVR 211:00 | Tóth 6   | (9–7)   | Cabral 6                | Sala Sporturilor „Gheorghe Tadici”, Zalău Arbitri: Șerbu, Vasilescu |
| 30 octombrie 2021 TVR 211:00 | 1× 2×    | Cronica | 4× 3×                   | Sala Sporturilor „Gheorghe Tadici”, Zalău Arbitri: Șerbu, Vasilescu |

| 30 octombrie 2021 11:00 | CS Minaur Baia Mare | 39 – 28 | CSU Știința București | Sala Sporturilor „Lascăr Pană”, Baia Mare Asistență: 0 Arbitri: Babău, Roibu |
| 30 octombrie 2021 11:00 | Popa 8              | (22–16) | Cazanga 6             | Sala Sporturilor „Lascăr Pană”, Baia Mare Asistență: 0 Arbitri: Babău, Roibu |
| 30 octombrie 2021 11:00 | 5× 2× 1×            | Cronica | 3× 2×                 | Sala Sporturilor „Lascăr Pană”, Baia Mare Asistență: 0 Arbitri: Babău, Roibu |

| 30 octombrie 2021 17:00 | HC Dunărea Brăila | 32 – 20 | CSM Deva | Sala Polivalentă „Danubius”, Brăila Asistență: 0 Arbitri: Costache, Vasile |
| 30 octombrie 2021 17:00 | Kurtović 7        | (17–9)  | Malac 5  | Sala Polivalentă „Danubius”, Brăila Asistență: 0 Arbitri: Costache, Vasile |
| 30 octombrie 2021 17:00 | 5× 1×             | Cronica | 1× 3×    | Sala Polivalentă „Danubius”, Brăila Asistență: 0 Arbitri: Costache, Vasile |

| 30 octombrie 2021 18:00 | CS Măgura Cisnădie | 27 – 23 | CS Gloria 2018 Bistrița | Sala Polivalentă „Măgura”, Cisnădie Arbitri: Stark, Ștefan |
| 30 octombrie 2021 18:00 | M. Neagu 9         | (14–12) | Harabagiu 7             | Sala Polivalentă „Măgura”, Cisnădie Arbitri: Stark, Ștefan |
| 30 octombrie 2021 18:00 | 3× 3×              | Cronica | 3× 3×                   | Sala Polivalentă „Măgura”, Cisnădie Arbitri: Stark, Ștefan |

### Etapa a VIII-a
| 3 noiembrie 2021 TVR 118:00 | CSM București | 32 – 24 | CS Măgura Cisnădie | Sala Polivalentă „Rapid”, București Arbitri: Manafu, Pavel |
| 3 noiembrie 2021 TVR 118:00 | Aune 6        | (17–12) | M. Neagu 8         | Sala Polivalentă „Rapid”, București Arbitri: Manafu, Pavel |
| 3 noiembrie 2021 TVR 118:00 | 9× 2× 1×      | Cronica | 4× 1×              | Sala Polivalentă „Rapid”, București Arbitri: Manafu, Pavel |

| 4 noiembrie 2021 TVR 216:00 | SCM Gloria Buzău | 21 – 29 | HC Dunărea Brăila          | Sala Sporturilor „Romeo Iamandi”, Buzău Arbitri: Belean, Hendrea |
| 4 noiembrie 2021 TVR 216:00 | Harabagiu 8      | (9–14)  | Kurtović, Rodrigues-Belo 8 | Sala Sporturilor „Romeo Iamandi”, Buzău Arbitri: Belean, Hendrea |
| 4 noiembrie 2021 TVR 216:00 | 2× 3×            | Cronica | 2× 2×                      | Sala Sporturilor „Romeo Iamandi”, Buzău Arbitri: Belean, Hendrea |

| 6 noiembrie 2021 12:00 | CS Rapid București | 25 – 20 | HC Zalău | Sala Polivalentă „Rapid”, București Arbitri: Ifrim, Ilisei |
| 6 noiembrie 2021 12:00 | Tîrcă 5            | (12–7)  | Bujor 13 | Sala Polivalentă „Rapid”, București Arbitri: Ifrim, Ilisei |
| 6 noiembrie 2021 12:00 | 5× 2×              | Cronica | 2× 1×    | Sala Polivalentă „Rapid”, București Arbitri: Ifrim, Ilisei |

| 6 noiembrie 2021 12:00 | CS Gloria 2018 Bistrița | 31 – 30 | CS Minaur Baia Mare | Sala Polivalentă, Bistrița Asistență: 0 Arbitri: Stark, Ștefan |
| 6 noiembrie 2021 12:00 | Kovačević 7             | (16–14) | Tănasie 7           | Sala Polivalentă, Bistrița Asistență: 0 Arbitri: Stark, Ștefan |
| 6 noiembrie 2021 12:00 | 3× 2×                   | Cronica | 3× 1×               | Sala Polivalentă, Bistrița Asistență: 0 Arbitri: Stark, Ștefan |

| 6 noiembrie 2021 17:00 | SCM Râmnicu Vâlcea | 30 – 25 | CS Dacia Mioveni 2012 | Sala Sporturilor „Traian”, Râmnicu Vâlcea Asistență: 0 Arbitri: Agliceriu, Turdean |
| 6 noiembrie 2021 17:00 | Liščević 6         | (16–11) | Toma 9                | Sala Sporturilor „Traian”, Râmnicu Vâlcea Asistență: 0 Arbitri: Agliceriu, Turdean |
| 6 noiembrie 2021 17:00 | 4× 2×              | Cronica | 7× 1×                 | Sala Sporturilor „Traian”, Râmnicu Vâlcea Asistență: 0 Arbitri: Agliceriu, Turdean |

| 6 noiembrie 2021 17:30 | SCM Craiova | 26 – 21 | CSU Știința București | Sala Polivalentă, Craiova Arbitri: Ciobea, Dordea |
| 6 noiembrie 2021 17:30 | Țicu 7      | (13–9)  | Tetean 5              | Sala Polivalentă, Craiova Arbitri: Ciobea, Dordea |
| 6 noiembrie 2021 17:30 | 3× 2×       | Cronica | 2× 2×                 | Sala Polivalentă, Craiova Arbitri: Ciobea, Dordea |

| 6 noiembrie 2021 18:00 | CSM Deva  | 21 – 22 | CSM Slatina | Sala Sporturilor, Deva Arbitri: Năstase, Stancu |
| 6 noiembrie 2021 18:00 | Gavrilă 6 | (12–12) | Popescu 8   | Sala Sporturilor, Deva Arbitri: Năstase, Stancu |
| 6 noiembrie 2021 18:00 | 3× 2×     | Cronica | 5× 1×       | Sala Sporturilor, Deva Arbitri: Năstase, Stancu |

### Etapa a IX-a
| 7 noiembrie 2021 17:30 | HC Dunărea Brăila | 27 – 25 | CSM București | Sala Polivalentă „Danubius”, Brăila Arbitri: Cazan, Suliman |
| 7 noiembrie 2021 17:30 | Kurtović 6        | (15–16) | C. Neagu 7    | Sala Polivalentă „Danubius”, Brăila Arbitri: Cazan, Suliman |
| 7 noiembrie 2021 17:30 | 4×                | Cronica | 2× 2×         | Sala Polivalentă „Danubius”, Brăila Arbitri: Cazan, Suliman |

| 9 noiembrie 2021 16:30 | CSM Slatina | 23 – 30 | SCM Gloria Buzău | Sala LPS, Slatina Asistență: 0 Arbitri: Drăghici, Drăguț |
| 9 noiembrie 2021 16:30 | Necula 7    | (11–16) | Czeczi 10        | Sala LPS, Slatina Asistență: 0 Arbitri: Drăghici, Drăguț |
| 9 noiembrie 2021 16:30 | 3× 1×       | Cronica | 7× 2×            | Sala LPS, Slatina Asistență: 0 Arbitri: Drăghici, Drăguț |

| 9 noiembrie 2021 18:00 | CS Măgura Cisnădie | 30 – 28 | SCM Craiova     | Sala Polivalentă „Măgura”, Cisnădie Arbitri: Ghiorghișor, Harabagiu |
| 9 noiembrie 2021 18:00 | M. Neagu 11        | (15–17) | Zamfir Burcea 9 | Sala Polivalentă „Măgura”, Cisnădie Arbitri: Ghiorghișor, Harabagiu |
| 9 noiembrie 2021 18:00 | 3× 1×              | Cronica | 1× 3×           | Sala Polivalentă „Măgura”, Cisnădie Arbitri: Ghiorghișor, Harabagiu |

| 18 noiembrie 2021 TVR 216:00 | HC Zalău | 21 – 202) | SCM Râmnicu Vâlcea | Sala Sporturilor „Gheorghe Tadici”, Zalău Asistență: 0 Arbitri: Iliescu, Manea |
| 18 noiembrie 2021 TVR 216:00 | Bujor 8  | (11–11)   | Glibko 7           | Sala Sporturilor „Gheorghe Tadici”, Zalău Asistență: 0 Arbitri: Iliescu, Manea |
| 18 noiembrie 2021 TVR 216:00 | 4× 1×    | Cronica   | 3× 1×              | Sala Sporturilor „Gheorghe Tadici”, Zalău Asistență: 0 Arbitri: Iliescu, Manea |

| 20 noiembrie 2021 11:00 | CS Dacia Mioveni 2012 | 27 – 14 | CSM Deva   | Sala Sporturilor, Mioveni Arbitri: Gheorgiu, Hagiu |
| 20 noiembrie 2021 11:00 | Toma 8                | (15–6)  | Moldovan 4 | Sala Sporturilor, Mioveni Arbitri: Gheorgiu, Hagiu |
| 20 noiembrie 2021 11:00 | 3×                    | Cronica | 2×         | Sala Sporturilor, Mioveni Arbitri: Gheorgiu, Hagiu |

| 20 noiembrie 2021 11:00 | CS Minaur Baia Mare | 28 – 32 | CS Rapid București | Sala Sporturilor „Lascăr Pană”, Baia Mare Asistență: 0 Arbitri: Pârvu, Potîrniche |
| 20 noiembrie 2021 11:00 | Laslo 7             | (15–16) | Constantinescu 7   | Sala Sporturilor „Lascăr Pană”, Baia Mare Asistență: 0 Arbitri: Pârvu, Potîrniche |
| 20 noiembrie 2021 11:00 | 1× 2×               | Cronica | 2×                 | Sala Sporturilor „Lascăr Pană”, Baia Mare Asistență: 0 Arbitri: Pârvu, Potîrniche |

| 20 noiembrie 2021 TVR 211:00 | CSU Știința București | 23 – 25 | CS Gloria 2018 Bistrița | Sala Polivalentă „Rapid”, București Arbitri: Doană, Gociu |
| 20 noiembrie 2021 TVR 211:00 | Boljević 8            | (12–14) | Seraficeanu 7           | Sala Polivalentă „Rapid”, București Arbitri: Doană, Gociu |
| 20 noiembrie 2021 TVR 211:00 | 4× 2×                 | Cronica | 5× 2×                   | Sala Polivalentă „Rapid”, București Arbitri: Doană, Gociu |

### Etapa a X-a
| 5 ianuarie 2022 17:00 | CSM București | 27 – 26 | CSM Slatina | Sala Polivalentă, București Arbitri: Lungu, Paraschiv |
| 5 ianuarie 2022 17:00 | C. Neagu 8    | (15–13) | Ostase 8    | Sala Polivalentă, București Arbitri: Lungu, Paraschiv |
| 5 ianuarie 2022 17:00 | 3× 1×         | Cronica | 4× 1×       | Sala Polivalentă, București Arbitri: Lungu, Paraschiv |

| 5 ianuarie 2022 TVR 118:00 | SCM Râmnicu Vâlcea | 33 – 32 | CS Minaur Baia Mare | Sala Sporturilor „Traian”, Râmnicu Vâlcea Arbitri: Constantin, Gál |
| 5 ianuarie 2022 TVR 118:00 | Levcenko 8         | (16–17) | Fujita 8            | Sala Sporturilor „Traian”, Râmnicu Vâlcea Arbitri: Constantin, Gál |
| 5 ianuarie 2022 TVR 118:00 | 6× 1×              | Cronica | 4× 3×               | Sala Sporturilor „Traian”, Râmnicu Vâlcea Arbitri: Constantin, Gál |

| 6 ianuarie 2022 TVR 216:00 | SCM Craiova | 28 – 26 | CS Gloria 2018 Bistrița | Sala Polivalentă, Craiova Arbitri: Stark, Ștefan |
| 6 ianuarie 2022 TVR 216:00 | Bak 7       | (15–14) | Dincă 7                 | Sala Polivalentă, Craiova Arbitri: Stark, Ștefan |
| 6 ianuarie 2022 TVR 216:00 | 3× 1×       | Cronica | 1× 1×                   | Sala Polivalentă, Craiova Arbitri: Stark, Ștefan |

| 8 ianuarie 2022 13:00 | CS Rapid București | 32 – 27 | CSU Știința București | Sala Polivalentă „Rapid”, București Arbitri: Agliceriu, Turdean |
| 8 ianuarie 2022 13:00 | Badea, Buceschi 7  | (18–14) | Cazanga 13            | Sala Polivalentă „Rapid”, București Arbitri: Agliceriu, Turdean |
| 8 ianuarie 2022 13:00 | 4× 2×              | Cronica | 6×                    | Sala Polivalentă „Rapid”, București Arbitri: Agliceriu, Turdean |

| 8 ianuarie 2022 18:00 | SCM Gloria Buzău | 21 – 23 | CS Dacia Mioveni 2012 | Sala Sporturilor „Romeo Iamandi”, Buzău Arbitri: Nacu, Rucoi |
| 8 ianuarie 2022 18:00 | Šteriova 6       | (10–12) | Toma 5                | Sala Sporturilor „Romeo Iamandi”, Buzău Arbitri: Nacu, Rucoi |
| 8 ianuarie 2022 18:00 | 2× 2×            | Cronica | 3× 3×                 | Sala Sporturilor „Romeo Iamandi”, Buzău Arbitri: Nacu, Rucoi |

| 8 ianuarie 2022 19:00 | CSM Deva | 15 – 26 | HC Zalău  | Sala Sporturilor, Deva Arbitri: Gherman, Moldovan |
| 8 ianuarie 2022 19:00 | Malac 5  | (4–10)  | Mihart 10 | Sala Sporturilor, Deva Arbitri: Gherman, Moldovan |
| 8 ianuarie 2022 19:00 | 8×       | Cronica | 8× 1×     | Sala Sporturilor, Deva Arbitri: Gherman, Moldovan |

| 9 martie 2022 18:00 | CS Măgura Cisnădie                          | 25 – 21 | HC Dunărea Brăila | Sala Polivalentă „Măgura”, Cisnădie Arbitri: Iliescu, Manea |
| 9 martie 2022 18:00 | Abed-Kader, Blažević, Dmitrović, M. Neagu 4 | (12–10) | Kurtović 8        | Sala Polivalentă „Măgura”, Cisnădie Arbitri: Iliescu, Manea |
| 9 martie 2022 18:00 | 4× 1×                                       | Cronica | 1× 1×             | Sala Polivalentă „Măgura”, Cisnădie Arbitri: Iliescu, Manea |

### Etapa a XI-a
| 12 ianuarie 2022 16:00 | CSM Slatina           | 28 – 34 | CS Măgura Cisnădie | Sala Polivalentă „Măgura”, Cisnădie Arbitri: Ifrim, Ilisei |
| 12 ianuarie 2022 16:00 | Cârligeanu, Popescu 5 | (13–12) | Gareaeva 7         | Sala Polivalentă „Măgura”, Cisnădie Arbitri: Ifrim, Ilisei |
| 12 ianuarie 2022 16:00 | 5× 1×                 | Cronica | 5×                 | Sala Polivalentă „Măgura”, Cisnădie Arbitri: Ifrim, Ilisei |

| 12 ianuarie 2022 16:00 | CS Dacia Mioveni 2012 | 20 – 26 | CSM București       | Sala Sporturilor, Mioveni Arbitri: Doană, Gociu |
| 12 ianuarie 2022 16:00 | Lazăr 5               | (10–16) | Arntzen, C. Neagu 7 | Sala Sporturilor, Mioveni Arbitri: Doană, Gociu |
| 12 ianuarie 2022 16:00 | 2×                    | Cronica | 4× 1×               | Sala Sporturilor, Mioveni Arbitri: Doană, Gociu |

| 12 ianuarie 2022 16:00 | CSU Știința București | 23 – 36 | SCM Râmnicu Vâlcea | Sala Polivalentă „Rapid”, București Arbitri: Ghiță, Topliceanu |
| 12 ianuarie 2022 16:00 | Boljević 5            | (10–18) | Elghaoui 8         | Sala Polivalentă „Rapid”, București Arbitri: Ghiță, Topliceanu |
| 12 ianuarie 2022 16:00 | 1×                    | Cronica | 7× 3×              | Sala Polivalentă „Rapid”, București Arbitri: Ghiță, Topliceanu |

| 12 ianuarie 2022 17:00 | CS Minaur Baia Mare | 32 – 26 | CSM Deva    | Sala Sporturilor „Lascăr Pană”, Baia Mare Arbitri: Murariu, Tăbăcaru |
| 12 ianuarie 2022 17:00 | Fujita 9            | (15–13) | Livrinikj 7 | Sala Sporturilor „Lascăr Pană”, Baia Mare Arbitri: Murariu, Tăbăcaru |
| 12 ianuarie 2022 17:00 | 5× 2×               | Cronica | 5× 2×       | Sala Sporturilor „Lascăr Pană”, Baia Mare Arbitri: Murariu, Tăbăcaru |

| 15 ianuarie 2022 11:00 | HC Zalău | 29 – 31 | SCM Gloria Buzău | Sala Sporturilor „Gheorghe Tadici”, Zalău Arbitri: Harabagiu, Ghiorghișor |
| 15 ianuarie 2022 11:00 | Mihart 9 | (16–12) | Šteriova 7       | Sala Sporturilor „Gheorghe Tadici”, Zalău Arbitri: Harabagiu, Ghiorghișor |
| 15 ianuarie 2022 11:00 | 4× 2×    | Cronica | 4× 2×            | Sala Sporturilor „Gheorghe Tadici”, Zalău Arbitri: Harabagiu, Ghiorghișor |

| 16 ianuarie 2022 TVR 111:00 | HC Dunărea Brăila | 29 – 32 | SCM Craiova | Sala Polivalentă „Danubius”, Brăila Arbitri: Șerbu, Vasilescu |
| 16 ianuarie 2022 TVR 111:00 | Udriștioiu 7      | (20–18) | Bak 14      | Sala Polivalentă „Danubius”, Brăila Arbitri: Șerbu, Vasilescu |
| 16 ianuarie 2022 TVR 111:00 | 2×                | Cronica | 3×          | Sala Polivalentă „Danubius”, Brăila Arbitri: Șerbu, Vasilescu |

| 16 ianuarie 2022 TVR 115:30 | CS Gloria 2018 Bistrița | 21 – 24 | CS Rapid București | Sala Polivalentă, Bistrița Arbitri: Georgescu, Moldoveanu |
| 16 ianuarie 2022 TVR 115:30 | Dincă, Kovačević 5      | (10–10) | Tîrcă 8            | Sala Polivalentă, Bistrița Arbitri: Georgescu, Moldoveanu |
| 16 ianuarie 2022 TVR 115:30 | 4× 4×                   | Cronica | 3× 4×              | Sala Polivalentă, Bistrița Arbitri: Georgescu, Moldoveanu |

### Etapa a XII-a
| 19 ianuarie 2022 TVR 118:00 | SCM Râmnicu Vâlcea | 28 – 25 | CS Gloria 2018 Bistrița | Sala Sporturilor „Traian”, Râmnicu Vâlcea Arbitri: Belean, Hendrea |
| 19 ianuarie 2022 TVR 118:00 | Glibko 7           | (13–14) | Seraficeanu 6           | Sala Sporturilor „Traian”, Râmnicu Vâlcea Arbitri: Belean, Hendrea |
| 19 ianuarie 2022 TVR 118:00 | 3× 3×              | Cronica | × 3×                    | Sala Sporturilor „Traian”, Râmnicu Vâlcea Arbitri: Belean, Hendrea |

| 19 ianuarie 2022 18:00 | CS Măgura Cisnădie | 30 – 21 | CS Dacia Mioveni 2012 | Sala Polivalentă „Măgura”, Cisnădie Arbitri: Drăghici, Drăguț |
| 19 ianuarie 2022 18:00 | M. Neagu 8         | (12–11) | Lisewska 7            | Sala Polivalentă „Măgura”, Cisnădie Arbitri: Drăghici, Drăguț |
| 19 ianuarie 2022 18:00 | 5× 1×              | Cronica | 5× 2×                 | Sala Polivalentă „Măgura”, Cisnădie Arbitri: Drăghici, Drăguț |

| 22 ianuarie 2022 16:00 | HC Dunărea Brăila | 27 – 24 | CSM Slatina | Sala Polivalentă „Danubius”, Brăila Arbitri: Manafu, Pavel |
| 22 ianuarie 2022 16:00 | Kurtović 8        | (15–15) | Ostase 6    | Sala Polivalentă „Danubius”, Brăila Arbitri: Manafu, Pavel |
| 22 ianuarie 2022 16:00 | 7× 3×             | Cronica | 6× 3×       | Sala Polivalentă „Danubius”, Brăila Arbitri: Manafu, Pavel |

| 22 ianuarie 2022 18:00 | SCM Craiova | 29 – 34 | CS Rapid București | Sala Polivalentă, Craiova Arbitri: Iliescu, Manea |
| 22 ianuarie 2022 18:00 | Cace 6      | (14–18) | Tîrcă 7            | Sala Polivalentă, Craiova Arbitri: Iliescu, Manea |
| 22 ianuarie 2022 18:00 | 4× 2×       | Cronica | 4×                 | Sala Polivalentă, Craiova Arbitri: Iliescu, Manea |

| 22 ianuarie 2022 18:00 | CSM Deva | 24 – 26 | CSU Știința București | Sala Sporturilor, Deva Arbitri: Gorina, Melencu |
| 22 ianuarie 2022 18:00 | Malac 7  | (8–8)   | Čavlović 7            | Sala Sporturilor, Deva Arbitri: Gorina, Melencu |
| 22 ianuarie 2022 18:00 | 3× 2×    | Cronica | 4× 3×                 | Sala Sporturilor, Deva Arbitri: Gorina, Melencu |

| 26 ianuarie 2022 TVR 216:00 | CSM București | 34 – 18 | HC Zalău        | Sala Polivalentă, București Arbitri: Popa, Velișca |
| 26 ianuarie 2022 TVR 216:00 | Stoica 7      | (18–7)  | Bujor, Vartic 4 | Sala Polivalentă, București Arbitri: Popa, Velișca |
| 26 ianuarie 2022 TVR 216:00 | 4× 2×         | Cronica | 2× 2×           | Sala Polivalentă, București Arbitri: Popa, Velișca |

| 26 ianuarie 2022 18:00 | SCM Gloria Buzău   | 28 – 27 | CS Minaur Baia Mare | Sala Sporturilor „Romeo Iamandi”, Buzău Arbitri: Badiu, Barbu |
| 26 ianuarie 2022 18:00 | Czeczi, Šteriova 7 | (13–12) | Lavko 10            | Sala Sporturilor „Romeo Iamandi”, Buzău Arbitri: Badiu, Barbu |
| 26 ianuarie 2022 18:00 | 2× 2×              | Cronica | 3× 1×               | Sala Sporturilor „Romeo Iamandi”, Buzău Arbitri: Badiu, Barbu |

### Etapa a XIII-a
| 29 ianuarie 2022 11:00 | CSM Slatina      | 23 – 19 | SCM Craiova     | Sala LPS, Slatina Arbitri: Pârvu, Potîrniche |
| 29 ianuarie 2022 11:00 | Coman, Popescu 4 | (11–8)  | Zamfir Burcea 8 | Sala LPS, Slatina Arbitri: Pârvu, Potîrniche |
| 29 ianuarie 2022 11:00 | 6× 2×            | Cronica | 4× 1×           | Sala LPS, Slatina Arbitri: Pârvu, Potîrniche |

| 29 ianuarie 2022 15:30 | CSU Știința București | 24 – 33 | SCM Gloria Buzău | Sala Polivalentă „Rapid”, București Arbitri: Gurbina, Stanciu |
| 29 ianuarie 2022 15:30 | Boljević 9            | (12–16) | Czeczi 7         | Sala Polivalentă „Rapid”, București Arbitri: Gurbina, Stanciu |
| 29 ianuarie 2022 15:30 | 4× 1×                 | Cronica | 3× 2×            | Sala Polivalentă „Rapid”, București Arbitri: Gurbina, Stanciu |

| 29 ianuarie 2022 17:00 | CS Dacia Mioveni 2012 | 30 – 27 | HC Dunărea Brăila | Sala Sporturilor, Mioveni Arbitri: Basso, Tofan |
| 29 ianuarie 2022 17:00 | Georgescu 15          | (16–13) | Rodrigues-Belo 12 | Sala Sporturilor, Mioveni Arbitri: Basso, Tofan |
| 29 ianuarie 2022 17:00 | 6×                    | Cronica | 8× 2×             | Sala Sporturilor, Mioveni Arbitri: Basso, Tofan |

| 29 ianuarie 2022 17:00 | CS Gloria 2018 Bistrița | 32 – 17 | CSM Deva | Sala Polivalentă, Bistrița Arbitri: Babău, Roibu |
| 29 ianuarie 2022 17:00 | Dincă 7                 | (14–10) | Malac 5  | Sala Polivalentă, Bistrița Arbitri: Babău, Roibu |
| 29 ianuarie 2022 17:00 | 1× 1×                   | Cronica | 1× 3×    | Sala Polivalentă, Bistrița Arbitri: Babău, Roibu |

| 30 ianuarie 2022 TVR 211:00 | CS Minaur Baia Mare | 19 – 35 | CSM București | Sala Sporturilor „Lascăr Pană”, Baia Mare Asistență: 600 Arbitri: Stark, Ștefan |
| 30 ianuarie 2022 TVR 211:00 | Laslo 5             | (11–17) | C. Neagu 8    | Sala Sporturilor „Lascăr Pană”, Baia Mare Asistență: 600 Arbitri: Stark, Ștefan |
| 30 ianuarie 2022 TVR 211:00 | 3× 1×               | Cronica | 5× 1×         | Sala Sporturilor „Lascăr Pană”, Baia Mare Asistență: 600 Arbitri: Stark, Ștefan |

| 9 februarie 2022 TVR 218:00 | CS Rapid București | 33 – 27 | SCM Râmnicu Vâlcea | Sala Polivalentă „Rapid”, București Arbitri: Ciulei, Stănescu |
| 9 februarie 2022 TVR 218:00 | Carlos, Korsós 8   | (18–11) | Elghaoui 12        | Sala Polivalentă „Rapid”, București Arbitri: Ciulei, Stănescu |
| 9 februarie 2022 TVR 218:00 | 2× 1×              | Cronica | 2× 1×              | Sala Polivalentă „Rapid”, București Arbitri: Ciulei, Stănescu |

| 10 februarie 2022 18:00 | HC Zalău | 23 – 24 | CS Măgura Cisnădie | Sala Sporturilor „Gheorghe Tadici”, Zalău Arbitri: Mârza, Nedelea |
| 10 februarie 2022 18:00 | Mihart 8 | (13–13) | Gareaeva 7         | Sala Sporturilor „Gheorghe Tadici”, Zalău Arbitri: Mârza, Nedelea |
| 10 februarie 2022 18:00 | 2× 3×    | Cronica | 4× 1×              | Sala Sporturilor „Gheorghe Tadici”, Zalău Arbitri: Mârza, Nedelea |

| Poz. | Echipa                  | J  | V  | E | Î  | GM  | GP  | G     | P  |
| ---- | ----------------------- | -- | -- | - | -- | --- | --- | ----- | -- |
| 1    | CS Rapid București      | 13 | 12 | 0 | 1  | 391 | 345 | + 46  | 36 |
| 2    | CSM București           | 13 | 10 | 1 | 2  | 382 | 305 | + 77  | 31 |
| 3    | CS Măgura Cisnădie      | 13 | 10 | 0 | 3  | 356 | 319 | + 37  | 30 |
| 4    | SCM Râmnicu Vâlcea      | 13 | 9  | 1 | 3  | 369 | 336 | + 33  | 28 |
| 5    | SCM Gloria Buzău        | 13 | 8  | 1 | 4  | 353 | 330 | + 23  | 25 |
| 6    | HC Dunărea Brăila       | 13 | 7  | 1 | 5  | 353 | 322 | + 31  | 22 |
| 7    | HC Zalău                | 13 | 6  | 1 | 6  | 288 | 293 | – 5   | 19 |
| 8    | CS Minaur Baia Mare     | 13 | 6  | 0 | 7  | 367 | 369 | – 2   | 18 |
| 9    | SCM Craiova             | 13 | 5  | 2 | 6  | 335 | 340 | – 5   | 17 |
| 10   | CS Gloria 2018 Bistrița | 13 | 5  | 1 | 7  | 333 | 321 | + 12  | 16 |
| 11   | CS Dacia Mioveni 2012   | 13 | 4  | 0 | 9  | 298 | 325 | – 27  | 12 |
| 12   | CSM Slatina             | 13 | 4  | 0 | 9  | 319 | 350 | – 31  | 12 |
| 13   | CSU Știința București   | 13 | 1  | 0 | 12 | 301 | 382 | – 81  | 3  |
| 14   | CSM Deva                | 13 | 0  | 0 | 13 | 255 | 363 | – 108 | 0  |

| Poz. | Nume                           | Echipă                | Goluri |
| ---- | ------------------------------ | --------------------- | ------ |
| 1    | Cristina Neagu (ROU)           | CSM București         | 89     |
| 2    | Irina Glibko (UKR)             | SCM Râmnicu Vâlcea    | 76     |
| 3    | Luciana Popescu (ROU)          | CSM Slatina           | 75     |
| 4    | Melanie Bak (NOR)              | SCM Craiova           | 71     |
| 4    | Magda Cazanga (ANG)            | CSU Știința București | 71     |
| 6    | Alina Czeczi (ROU)             | SCM Gloria Buzău      | 69     |
| 6    | Amanda Kurtović (NOR)          | HC Dunărea Brăila     | 69     |
| 6    | Sorina Tîrcă (ROU)             | CS Rapid București    | 69     |
| 9    | Ana Paula Rodrigues-Belo (BRA) | HC Dunărea Brăila     | 68     |
| 10   | Marilena Neagu (ROU)           | CS Măgura Cisnădie    | 67     |

## Rezultate în retur
Date oficiale publicate de Federația Română de Handbal

### Etapa a XIV-a
| 2 februarie 2022 14:00 | CSU Știința București | 24 – 32 | CSM București | Sala Polivalentă „Rapid”, București Arbitri: Doană, Gociu |
| 2 februarie 2022 14:00 | Chiricuță, Leuștean 5 | (14–14) | C. Neagu 9    | Sala Polivalentă „Rapid”, București Arbitri: Doană, Gociu |
| 2 februarie 2022 14:00 | 2× 1×                 | Cronica | 1× 2×         | Sala Polivalentă „Rapid”, București Arbitri: Doană, Gociu |

| 2 februarie 2022 18:00 | SCM Craiova | 29 – 34 | SCM Râmnicu Vâlcea | Sala Polivalentă, Craiova Arbitri: Agliceriu, Turdean |
| 2 februarie 2022 18:00 | Andrei 11   | (14–16) | Glibko 8           | Sala Polivalentă, Craiova Arbitri: Agliceriu, Turdean |
| 2 februarie 2022 18:00 | 3× 2×       | Cronica | 2× 1×              | Sala Polivalentă, Craiova Arbitri: Agliceriu, Turdean |

| 2 februarie 2022 TVR 118:00 | CS Minaur Baia Mare | 34 – 27 | CS Măgura Cisnădie | Sala Sporturilor „Lascăr Pană”, Baia Mare Asistență: 500 Arbitri: Șerbu, Vasilescu |
| 2 februarie 2022 TVR 118:00 | Laslo 9             | (18–10) | M. Neagu, Tătar 5  | Sala Sporturilor „Lascăr Pană”, Baia Mare Asistență: 500 Arbitri: Șerbu, Vasilescu |
| 2 februarie 2022 TVR 118:00 | 4× 2×               | Cronica | 2× 2×              | Sala Sporturilor „Lascăr Pană”, Baia Mare Asistență: 500 Arbitri: Șerbu, Vasilescu |

| 5 februarie 2022 TVR 211:00 | HC Zalău         | 26 – 24 | HC Dunărea Brăila | Sala Sporturilor „Gheorghe Tadici”, Zalău Arbitri: Badiu, Barbu |
| 5 februarie 2022 TVR 211:00 | Mihart, Prikop 7 | (11–11) | Quintino 10       | Sala Sporturilor „Gheorghe Tadici”, Zalău Arbitri: Badiu, Barbu |
| 5 februarie 2022 TVR 211:00 | 4× 1×            | Cronica | 8× 2×             | Sala Sporturilor „Gheorghe Tadici”, Zalău Arbitri: Badiu, Barbu |

| 5 februarie 2022 11:00 | CS Dacia Mioveni 2012 | 26 – 25 | CSM Slatina | Sala Sporturilor, Mioveni Arbitri: Georgescu, Moldoveanu |
| 5 februarie 2022 11:00 | Lazăr 7               | (14–16) | Ostase 9    | Sala Sporturilor, Mioveni Arbitri: Georgescu, Moldoveanu |
| 5 februarie 2022 11:00 | 2× 1×                 | Cronica | 5× 2×       | Sala Sporturilor, Mioveni Arbitri: Georgescu, Moldoveanu |

| 5 februarie 2022 15:00 | CS Rapid București | 33 – 20 | CSM Deva | Sala Polivalentă „Rapid”, București Arbitri: Lungu, Paraschiv |
| 5 februarie 2022 15:00 | Buceschi 8         | (17–10) | Malac 7  | Sala Polivalentă „Rapid”, București Arbitri: Lungu, Paraschiv |
| 5 februarie 2022 15:00 | 2× 2×              | Cronica | 6×       | Sala Polivalentă „Rapid”, București Arbitri: Lungu, Paraschiv |

| 5 februarie 2022 17:00 | CS Gloria 2018 Bistrița | 22 – 30 | SCM Gloria Buzău | Sala Polivalentă, Bistrița Arbitri: Ciulei, Stănescu |
| 5 februarie 2022 17:00 | Chintoan 4              | (11–17) | Šteriova 9       | Sala Polivalentă, Bistrița Arbitri: Ciulei, Stănescu |
| 5 februarie 2022 17:00 | 4× 2×                   | Cronica | 4× 2×            | Sala Polivalentă, Bistrița Arbitri: Ciulei, Stănescu |

### Etapa a XV-a
| 10 februarie 2022 17:00 | HC Dunărea Brăila | 30 – 33 | CS Minaur Baia Mare | Sala Polivalentă „Danubius”, Brăila Asistență: 600 Arbitri: Drăghici, Drăguț |
| 10 februarie 2022 17:00 | Kurtović 8        | (11–15) | Fujita 10           | Sala Polivalentă „Danubius”, Brăila Asistență: 600 Arbitri: Drăghici, Drăguț |
| 10 februarie 2022 17:00 | 3× 1×             | Cronica | 6× 1×               | Sala Polivalentă „Danubius”, Brăila Asistență: 600 Arbitri: Drăghici, Drăguț |

| 16 februarie 2022 18:00 | CS Măgura Cisnădie | 30 – 23 | CSU Știința București | Sala Polivalentă „Măgura”, Cisnădie Arbitri: Agliceriu, Turdean |
| 16 februarie 2022 18:00 | Blažević 11        | (13–11) | Cazanga 8             | Sala Polivalentă „Măgura”, Cisnădie Arbitri: Agliceriu, Turdean |
| 16 februarie 2022 18:00 | 7× 3× 1×           | Cronica | 5× 3×                 | Sala Polivalentă „Măgura”, Cisnădie Arbitri: Agliceriu, Turdean |

| 16 februarie 2022 TVR 118:30 | CSM București | 23 – 23 | CS Gloria 2018 Bistrița | Sala Polivalentă, București Arbitri: Doană, Gociu |
| 16 februarie 2022 TVR 118:30 | C. Neagu 10   | (9–11)  | Bazaliu 4               | Sala Polivalentă, București Arbitri: Doană, Gociu |
| 16 februarie 2022 TVR 118:30 | 2× 1×         | Cronica | 4× 2×                   | Sala Polivalentă, București Arbitri: Doană, Gociu |

| 19 februarie 2022 11:00 | CS Dacia Mioveni 2012 | 21 – 24 | SCM Craiova | Sala Sporturilor, Mioveni Arbitri: Năstase, Stancu |
| 19 februarie 2022 11:00 | Lazăr 6               | (10–12) | Løken 6     | Sala Sporturilor, Mioveni Arbitri: Năstase, Stancu |
| 19 februarie 2022 11:00 | 2× 1×                 | Cronica | 9× 2× 1×    | Sala Sporturilor, Mioveni Arbitri: Năstase, Stancu |

| 19 februarie 2022 11:00 | CSM Slatina | 27 – 22 | HC Zalău | Sala LPS, Slatina Arbitri: Costache, Vasile |
| 19 februarie 2022 11:00 | Ostase 9    | (13–13) | Lazić 6  | Sala LPS, Slatina Arbitri: Costache, Vasile |
| 19 februarie 2022 11:00 | 6× 2×       | Cronica | 10× 1×   | Sala LPS, Slatina Arbitri: Costache, Vasile |

| 19 februarie 2022 TVR 211:00 | SCM Gloria Buzău                | 30 – 25 | CS Rapid București | Sala Sporturilor „Romeo Iamandi”, Buzău Arbitri: Barbu, Badiu |
| 19 februarie 2022 TVR 211:00 | Czeczi, Subțirică, Zamfirescu 5 | (10–8)  | Buceschi 6         | Sala Sporturilor „Romeo Iamandi”, Buzău Arbitri: Barbu, Badiu |
| 19 februarie 2022 TVR 211:00 | 1× 2×                           | Cronica | 2× 2×              | Sala Sporturilor „Romeo Iamandi”, Buzău Arbitri: Barbu, Badiu |

| 30 aprilie 2022 18:00 | CSM Deva | 22 – 341) | SCM Râmnicu Vâlcea | Sala Sporturilor, Deva Arbitri: Pavel, Pentea |
| 30 aprilie 2022 18:00 | Șamanț 7 | (8–17)    | Glibko 8           | Sala Sporturilor, Deva Arbitri: Pavel, Pentea |
| 30 aprilie 2022 18:00 | 1×       | Cronica   | 5× 3× 1×           | Sala Sporturilor, Deva Arbitri: Pavel, Pentea |

1) În urma înfrângerii suferite în această partidă, CSM Deva a retrogradat matematic în Divizia A, nemaiputând ajunge la puncte echipa clasată pe locul al 12-lea.

### Etapa a XVI-a
| 23 februarie 2022 17:00 | CS Gloria 2018 Bistrița | 30 – 24 | CS Măgura Cisnădie | Sala Polivalentă, Bistrița Arbitri: Cazan, Suliman |
| 23 februarie 2022 17:00 | Bazaliu, Iuganu 6       | (17–11) | Gareaeva, Tătar 5  | Sala Polivalentă, Bistrița Arbitri: Cazan, Suliman |
| 23 februarie 2022 17:00 | 6× 2×                   | Cronica | 1× 2×              | Sala Polivalentă, Bistrița Arbitri: Cazan, Suliman |

| 23 februarie 2022 17:00 | HC Zalău        | 23 – 19 | CS Dacia Mioveni 2012 | Sala Sporturilor „Gheorghe Tadici”, Zalău Arbitri: Gurbina, Stanciu |
| 23 februarie 2022 17:00 | Lazić, Mihart 4 | (15–6)  | Cîrjan 5              | Sala Sporturilor „Gheorghe Tadici”, Zalău Arbitri: Gurbina, Stanciu |
| 23 februarie 2022 17:00 | 4× 3×           | Cronica | 6× 3×                 | Sala Sporturilor „Gheorghe Tadici”, Zalău Arbitri: Gurbina, Stanciu |

| 23 februarie 2022 18:30 | CSU Știința București | 23 – 31 | HC Dunărea Brăila | Sala Polivalentă „Rapid”, București Arbitri: Pârvu, Potîrniche |
| 23 februarie 2022 18:30 | Leuștean 6            | (12–16) | Kurtović 10       | Sala Polivalentă „Rapid”, București Arbitri: Pârvu, Potîrniche |
| 23 februarie 2022 18:30 | 4× 1×                 | Cronica | 3× 2×             | Sala Polivalentă „Rapid”, București Arbitri: Pârvu, Potîrniche |

| 23 februarie 2022 19:00 | SCM Craiova | 33 – 24 | CSM Deva    | Sala Polivalentă, Craiova Arbitri: Lungu, Paraschiv |
| 23 februarie 2022 19:00 | Jipa 6      | (17–7)  | Livrinikj 8 | Sala Polivalentă, Craiova Arbitri: Lungu, Paraschiv |
| 23 februarie 2022 19:00 | 3× 2×       | Cronica | 4× 1×       | Sala Polivalentă, Craiova Arbitri: Lungu, Paraschiv |

| 23 februarie 2022 19:00 | CS Minaur Baia Mare | 26 – 23 | CSM Slatina  | Sala Sporturilor „Lascăr Pană”, Baia Mare Arbitri: Babău, Roibu |
| 23 februarie 2022 19:00 | Lavko 6             | (15–13) | Cârligeanu 7 | Sala Sporturilor „Lascăr Pană”, Baia Mare Arbitri: Babău, Roibu |
| 23 februarie 2022 19:00 | 3× 1×               | Cronica | 7×           | Sala Sporturilor „Lascăr Pană”, Baia Mare Arbitri: Babău, Roibu |

| 24 februarie 2022 TVR 216:00 | SCM Râmnicu Vâlcea | 28 – 27 | SCM Gloria Buzău | Sala Sporturilor „Traian”, Râmnicu Vâlcea Arbitri: Șerbu, Vasilescu |
| 24 februarie 2022 TVR 216:00 | Liščević 6         | (15–17) | Simion 9         | Sala Sporturilor „Traian”, Râmnicu Vâlcea Arbitri: Șerbu, Vasilescu |
| 24 februarie 2022 TVR 216:00 | 6× 1×              | Cronica | 2× 1×            | Sala Sporturilor „Traian”, Râmnicu Vâlcea Arbitri: Șerbu, Vasilescu |

| 24 februarie 2022 TVR 118:00 | CS Rapid București | 27 – 28 | CSM București | Sala Polivalentă „Rapid”, București Arbitri: Stark, Ștefan |
| 24 februarie 2022 TVR 118:00 | Fernández 10       | (12–15) | C. Neagu 13   | Sala Polivalentă „Rapid”, București Arbitri: Stark, Ștefan |
| 24 februarie 2022 TVR 118:00 | 1×                 | Cronica | 3×            | Sala Polivalentă „Rapid”, București Arbitri: Stark, Ștefan |

### Etapa a XVII-a
| 11 martie 2022 16:00 | CSM Slatina | 26 – 20 | CSU Știința București        | Sala LPS, Slatina Arbitri: Drăgănescu, Rădulescu |
| 11 martie 2022 16:00 | Chitacu 6   | (11–7)  | Cazanga, Chiricuță, Tetean 4 | Sala LPS, Slatina Arbitri: Drăgănescu, Rădulescu |
| 11 martie 2022 16:00 | 4× 1×       | Cronica | 2× 2×                        | Sala LPS, Slatina Arbitri: Drăgănescu, Rădulescu |

| 11 martie 2022 18:00 | SCM Gloria Buzău | 28 – 22 | CSM Deva  | Sala Sporturilor „Romeo Iamandi”, Buzău Arbitri: Doană, Gociu |
| 11 martie 2022 18:00 | Czeczi 7         | (15–10) | Șamanț 10 | Sala Sporturilor „Romeo Iamandi”, Buzău Arbitri: Doană, Gociu |
| 11 martie 2022 18:00 | 3×               | Cronica | 4× 2×     | Sala Sporturilor „Romeo Iamandi”, Buzău Arbitri: Doană, Gociu |

| 12 martie 2022 11:00 | HC Zalău      | 22 – 15 | SCM Craiova | Sala Sporturilor „Gheorghe Tadici”, Zalău Arbitri: Gherman, Moldovan |
| 12 martie 2022 11:00 | Lazić, Tóth 4 | (13–6)  | Jipa 5      | Sala Sporturilor „Gheorghe Tadici”, Zalău Arbitri: Gherman, Moldovan |
| 12 martie 2022 11:00 | 8× 1×         | Cronica | 6× 2×       | Sala Sporturilor „Gheorghe Tadici”, Zalău Arbitri: Gherman, Moldovan |

| 12 martie 2022 TVR 211:00 | CS Măgura Cisnădie | 26 – 32 | CS Rapid București | Sala Polivalentă „Măgura”, Cisnădie Arbitri: Ifrim, Ilisei |
| 12 martie 2022 TVR 211:00 | M. Neagu 9         | (13–16) | Buceschi 8         | Sala Polivalentă „Măgura”, Cisnădie Arbitri: Ifrim, Ilisei |
| 12 martie 2022 TVR 211:00 | 4× 2×              | Cronica | 4× 1× 1×           | Sala Polivalentă „Măgura”, Cisnădie Arbitri: Ifrim, Ilisei |

| 12 martie 2022 TVR 115:30 | CSM București | 32 – 19 | SCM Râmnicu Vâlcea | Sala Polivalentă, București Arbitri: Badiu, Barbu |
| 12 martie 2022 TVR 115:30 | C. Neagu 9    | (13–10) | Glibko 4           | Sala Polivalentă, București Arbitri: Badiu, Barbu |
| 12 martie 2022 TVR 115:30 | 2× 1×         | Cronica | 1× 2×              | Sala Polivalentă, București Arbitri: Badiu, Barbu |

| 12 martie 2022 17:00 | HC Dunărea Brăila | 26 – 24 | CS Gloria 2018 Bistrița | Sala Polivalentă „Danubius”, Brăila Arbitri: Stark, Ștefan |
| 12 martie 2022 17:00 | T. Araújo 7       | (15–11) | Bazaliu 6               | Sala Polivalentă „Danubius”, Brăila Arbitri: Stark, Ștefan |
| 12 martie 2022 17:00 | 3×                | Cronica | 3×                      | Sala Polivalentă „Danubius”, Brăila Arbitri: Stark, Ștefan |

| 12 martie 2022 17:30 | CS Dacia Mioveni 2012 | 23 – 24 | CS Minaur Baia Mare | Sala Sporturilor, Mioveni Asistență: 400 Arbitri: Constantin, Gál |
| 12 martie 2022 17:30 | Georgescu 11          | (13–17) | Lavko 5             | Sala Sporturilor, Mioveni Asistență: 400 Arbitri: Constantin, Gál |
| 12 martie 2022 17:30 | 2× 2×                 | Cronica | 8× 1× 1×            | Sala Sporturilor, Mioveni Asistență: 400 Arbitri: Constantin, Gál |

### Etapa a XVIII-a
| 16 martie 2022 13:00 | CSU Știința București | 22 – 28 | CS Dacia Mioveni 2012 | Sala Polivalentă „Rapid”, București Arbitri: Ghiorghișor, Harabagiu |
| 16 martie 2022 13:00 | Cazanga 6             | (12–14) | Nicolae 7             | Sala Polivalentă „Rapid”, București Arbitri: Ghiorghișor, Harabagiu |
| 16 martie 2022 13:00 | 1× 2×                 | Cronica | 1× 1×                 | Sala Polivalentă „Rapid”, București Arbitri: Ghiorghișor, Harabagiu |

| 16 martie 2022 TVR 216:00 | CS Rapid București | 33 – 22 | HC Dunărea Brăila | Sala Polivalentă „Rapid”, București Arbitri: Drăghici, Drăguț |
| 16 martie 2022 TVR 216:00 | Fernández, Tîrcă 9 | (15–15) | Rodrigues-Belo 9  | Sala Polivalentă „Rapid”, București Arbitri: Drăghici, Drăguț |
| 16 martie 2022 TVR 216:00 | 3× 2×              | Cronica | 1× 1×             | Sala Polivalentă „Rapid”, București Arbitri: Drăghici, Drăguț |

| 16 martie 2022 17:00 | CS Gloria 2018 Bistrița | 34 – 25 | CSM Slatina | Sala Polivalentă, Bistrița Arbitri: Gurbina, Stanciu |
| 16 martie 2022 17:00 | Chintoan 8              | (19–10) | Coman 6     | Sala Polivalentă, Bistrița Arbitri: Gurbina, Stanciu |
| 16 martie 2022 17:00 | 6× 2×                   | Cronica | 2× 2×       | Sala Polivalentă, Bistrița Arbitri: Gurbina, Stanciu |

| 16 martie 2022 17:00 | CS Minaur Baia Mare | 25 – 24 | HC Zalău        | Sala Sporturilor „Lascăr Pană”, Baia Mare Asistență: 500 Arbitri: Doană, Gociu |
| 16 martie 2022 17:00 | Fujita 8            | (14–12) | Lazić, Mihart 6 | Sala Sporturilor „Lascăr Pană”, Baia Mare Asistență: 500 Arbitri: Doană, Gociu |
| 16 martie 2022 17:00 | 5× 1×               | Cronica | 5× 1×           | Sala Sporturilor „Lascăr Pană”, Baia Mare Asistență: 500 Arbitri: Doană, Gociu |

| 16 martie 2022 18:00 | SCM Craiova      | 25 – 24 | SCM Gloria Buzău | Sala Polivalentă, Craiova Arbitri: Ciulei, Stănescu |
| 16 martie 2022 18:00 | Zamfir Burcea 10 | (13–12) | Harabagiu 9      | Sala Polivalentă, Craiova Arbitri: Ciulei, Stănescu |
| 16 martie 2022 18:00 | 3× 2×            | Cronica | 2× 2×            | Sala Polivalentă, Craiova Arbitri: Ciulei, Stănescu |

| 16 martie 2022 18:00 | CSM Deva    | 20 – 30 | CSM București | Sala Sporturilor, Deva Arbitri: Costache, Vasile |
| 16 martie 2022 18:00 | Livrinikj 6 | (8–15)  | Arntzen 7     | Sala Sporturilor, Deva Arbitri: Costache, Vasile |
| 16 martie 2022 18:00 | 2×          | Cronica | 4× 2×         | Sala Sporturilor, Deva Arbitri: Costache, Vasile |

| 16 martie 2022 TVR 118:00 | SCM Râmnicu Vâlcea | 23 – 24 | CS Măgura Cisnădie | Sala Sporturilor „Traian”, Râmnicu Vâlcea Arbitri: Georgescu, Moldoveanu |
| 16 martie 2022 TVR 118:00 | Glibko 8           | (11–11) | Abed Kader 8       | Sala Sporturilor „Traian”, Râmnicu Vâlcea Arbitri: Georgescu, Moldoveanu |
| 16 martie 2022 TVR 118:00 | 2× 2×              | Cronica | 1× 2×              | Sala Sporturilor „Traian”, Râmnicu Vâlcea Arbitri: Georgescu, Moldoveanu |

### Etapa a XIX-a
| 19 martie 2022 11:00 | CS Minaur Baia Mare | 28 – 263) | SCM Craiova | Sala Sporturilor „Lascăr Pană”, Baia Mare Asistență: 600 Arbitri: Agliceriu, Turdean |
| 19 martie 2022 11:00 | Lavko 11            | (16–16)   | Andrei 5    | Sala Sporturilor „Lascăr Pană”, Baia Mare Asistență: 600 Arbitri: Agliceriu, Turdean |
| 19 martie 2022 11:00 | 1× 2×               | Cronica   | 8× 4× 1× 1× | Sala Sporturilor „Lascăr Pană”, Baia Mare Asistență: 600 Arbitri: Agliceriu, Turdean |

| 19 martie 2022 11:00 | HC Zalău | 28 – 22 | CSU Știința București | Sala Sporturilor „Gheorghe Tadici”, Zalău Arbitri: Nacu, Rucoi |
| 19 martie 2022 11:00 | Bujor 6  | (14–10) | Cazanga, Chiricuță 6  | Sala Sporturilor „Gheorghe Tadici”, Zalău Arbitri: Nacu, Rucoi |
| 19 martie 2022 11:00 | 1× 3×    | Cronica | 2×                    | Sala Sporturilor „Gheorghe Tadici”, Zalău Arbitri: Nacu, Rucoi |

| 19 martie 2022 11:00 | CSM Slatina | 31 – 33 | CS Rapid București | Sala LPS, Slatina Arbitri: Pârvu, Potîrniche |
| 19 martie 2022 11:00 | Ostase 9    | (13–17) | Tîrcă 8            | Sala LPS, Slatina Arbitri: Pârvu, Potîrniche |
| 19 martie 2022 11:00 | 4× 1×       | Cronica | 3×                 | Sala LPS, Slatina Arbitri: Pârvu, Potîrniche |

| 19 martie 2022 12:30 | CS Dacia Mioveni 2012 | 21 – 33 | CS Gloria 2018 Bistrița | Sala Sporturilor, Mioveni Arbitri: Manafu, Pavel |
| 19 martie 2022 12:30 | Lisewska, Vizuete 6   | (15–15) | Dincă 8                 | Sala Sporturilor, Mioveni Arbitri: Manafu, Pavel |
| 19 martie 2022 12:30 | 2× 1×                 | Cronica | 5× 2×                   | Sala Sporturilor, Mioveni Arbitri: Manafu, Pavel |

| 19 martie 2022 18:00 | CS Măgura Cisnădie | 34 – 22 | CSM Deva           | Sala Polivalentă „Măgura”, Cisnădie Arbitri: Năstase, Stancu |
| 19 martie 2022 18:00 | M. Neagu 8         | (16–13) | Malac, Pătuleanu 8 | Sala Polivalentă „Măgura”, Cisnădie Arbitri: Năstase, Stancu |
| 19 martie 2022 18:00 | 1× 2×              | Cronica | 4× 1×              | Sala Polivalentă „Măgura”, Cisnădie Arbitri: Năstase, Stancu |

| 20 martie 2022 TVR 211:00 | HC Dunărea Brăila | 27 – 32 | SCM Râmnicu Vâlcea | Sala Polivalentă „Danubius”, Brăila Arbitri: Gorina, Melencu |
| 20 martie 2022 TVR 211:00 | Araújo 8          | (13–15) | Nikolić 8          | Sala Polivalentă „Danubius”, Brăila Arbitri: Gorina, Melencu |
| 20 martie 2022 TVR 211:00 | 5× 1×             | Cronica | 5× 3×              | Sala Polivalentă „Danubius”, Brăila Arbitri: Gorina, Melencu |

| 27 martie 2022 TVR 115:30 | CSM București | 33 – 20 | SCM Gloria Buzău | Sala Polivalentă, București Arbitri: Cazan, Suliman |
| 27 martie 2022 TVR 115:30 | C. Neagu 9    | (17–11) | Harabagiu 9      | Sala Polivalentă, București Arbitri: Cazan, Suliman |
| 27 martie 2022 TVR 115:30 | 2× 2×         | Cronica | 4× 2×            | Sala Polivalentă, București Arbitri: Cazan, Suliman |

### Etapa a XX-a
| 1 aprilie 2022 18:00 | SCM Craiova                        | 22 – 30 | CSM București | Sala Polivalentă, Craiova Arbitri: Pârvu, Potîrniche |
| 1 aprilie 2022 18:00 | Andrei, Cîrstea, Colac, Tudorică 3 | (8–19)  | C. Neagu 9    | Sala Polivalentă, Craiova Arbitri: Pârvu, Potîrniche |
| 1 aprilie 2022 18:00 | 5× 2×                              | Cronica | 6× 1×         | Sala Polivalentă, Craiova Arbitri: Pârvu, Potîrniche |

| 2 aprilie 2022 17:30 | CS Rapid București | 31 – 23 | CS Dacia Mioveni 2012 | Sala Polivalentă „Rapid”, București Arbitri: Mârza, Nedelea |
| 2 aprilie 2022 17:30 | Buceschi 8         | (18–13) | Georgescu 5           | Sala Polivalentă „Rapid”, București Arbitri: Mârza, Nedelea |
| 2 aprilie 2022 17:30 | 3× 2×              | Cronica | 4× 2×                 | Sala Polivalentă „Rapid”, București Arbitri: Mârza, Nedelea |

| 2 aprilie 2022 18:00 | SCM Gloria Buzău | 31 – 27 | CS Măgura Cisnădie | Sala Sporturilor „Romeo Iamandi”, Buzău Arbitri: Drăghici, Drăguț |
| 2 aprilie 2022 18:00 | Harabagiu 11     | (16–12) | M. Neagu, Tătar 7  | Sala Sporturilor „Romeo Iamandi”, Buzău Arbitri: Drăghici, Drăguț |
| 2 aprilie 2022 18:00 | 2× 2×            | Cronica | 2× 3×              | Sala Sporturilor „Romeo Iamandi”, Buzău Arbitri: Drăghici, Drăguț |

| 2 aprilie 2022 18:00 | CSM Deva                    | 23 – 25 | HC Dunărea Brăila | Sala Sporturilor, Deva Arbitri: Agliceriu, Turdean |
| 2 aprilie 2022 18:00 | Ciolan, Livrinikj, Șamanț 4 | (11–15) | Rodrigues-Belo 11 | Sala Sporturilor, Deva Arbitri: Agliceriu, Turdean |
| 2 aprilie 2022 18:00 | 2× 3×                       | Cronica | 2× 3×             | Sala Sporturilor, Deva Arbitri: Agliceriu, Turdean |

| 3 aprilie 2022 TVR 115:30 | CS Gloria 2018 Bistrița | 21 – 22 | HC Zalău | Sala Polivalentă, Bistrița Arbitri: Ciulei, Stănescu |
| 3 aprilie 2022 TVR 115:30 | Kovačević 4             | (10–12) | Tóth 8   | Sala Polivalentă, Bistrița Arbitri: Ciulei, Stănescu |
| 3 aprilie 2022 TVR 115:30 | 6× 2× 1×                | Cronica | 4× 2×    | Sala Polivalentă, Bistrița Arbitri: Ciulei, Stănescu |

| 6 aprilie 2022 14:00 | CSU Știința București | 27 – 34 | CS Minaur Baia Mare | Sala Polivalentă „Rapid”, București Asistență: 200 Arbitri: Babău, Roibu |
| 6 aprilie 2022 14:00 | Boljević 9            | (13–16) | Fujita 7            | Sala Polivalentă „Rapid”, București Asistență: 200 Arbitri: Babău, Roibu |
| 6 aprilie 2022 14:00 | 2× 2× 1×              | Cronica | 5× 2×               | Sala Polivalentă „Rapid”, București Asistență: 200 Arbitri: Babău, Roibu |

| 6 aprilie 2022 18:00 | SCM Râmnicu Vâlcea | 39 – 26 | CSM Slatina | Sala Sporturilor „Traian”, Râmnicu Vâlcea Arbitri: Basso, Tofan |
| 6 aprilie 2022 18:00 | Glibko 12          | (17–14) | Popescu 6   | Sala Sporturilor „Traian”, Râmnicu Vâlcea Arbitri: Basso, Tofan |
| 6 aprilie 2022 18:00 | 4× 3×              | Cronica | 3× 1×       | Sala Sporturilor „Traian”, Râmnicu Vâlcea Arbitri: Basso, Tofan |

### Etapa a XXI-a
| 7 aprilie 2022 TVR 118:00 | CS Măgura Cisnădie | 19 – 36 | CSM București | Sala Polivalentă „Măgura”, Cisnădie Arbitri: Gherman, Moldovan |
| 7 aprilie 2022 TVR 118:00 | M. Neagu 7         | (9–15)  | C. Neagu 10   | Sala Polivalentă „Măgura”, Cisnădie Arbitri: Gherman, Moldovan |
| 7 aprilie 2022 TVR 118:00 | 1× 1×              | Cronica | 6× 2×         | Sala Polivalentă „Măgura”, Cisnădie Arbitri: Gherman, Moldovan |

| 9 aprilie 2022 TVR 211:00 | HC Zalău | 19 – 26 | CS Rapid București | Sala Sporturilor „Gheorghe Tadici”, Zalău Arbitri: Barbu, Badiu |
| 9 aprilie 2022 TVR 211:00 | Jlezi 5  | (11–13) | Tîrcă 7            | Sala Sporturilor „Gheorghe Tadici”, Zalău Arbitri: Barbu, Badiu |
| 9 aprilie 2022 TVR 211:00 | 5× 2×    | Cronica | 4× 2×              | Sala Sporturilor „Gheorghe Tadici”, Zalău Arbitri: Barbu, Badiu |

| 9 aprilie 2022 11:00 | CSM Slatina | 27 – 23 | CSM Deva | Sala LPS, Slatina Arbitri: Ifrim, Ilisei |
| 9 aprilie 2022 11:00 | Ostase 13   | (16–11) | Șamanț 7 | Sala LPS, Slatina Arbitri: Ifrim, Ilisei |
| 9 aprilie 2022 11:00 | 3× 3×       | Cronica | 6× 1× 1× | Sala LPS, Slatina Arbitri: Ifrim, Ilisei |

| 9 aprilie 2022 12:00 | CSU Știința București | 19 – 35 | SCM Craiova | Sala Polivalentă „Rapid”, București Arbitri: Ghiță, Topliceanu |
| 9 aprilie 2022 12:00 | Boljević 5            | (8–19)  | Bak 10      | Sala Polivalentă „Rapid”, București Arbitri: Ghiță, Topliceanu |
| 9 aprilie 2022 12:00 | 7× 1×                 | Cronica | 6×          | Sala Polivalentă „Rapid”, București Arbitri: Ghiță, Topliceanu |

| 9 aprilie 2022 14:00 | CS Dacia Mioveni 2012 | 24 – 32 | SCM Râmnicu Vâlcea | Sala Sporturilor, Mioveni Arbitri: Gurbina, Stanciu |
| 9 aprilie 2022 14:00 | Georgescu 9           | (10–14) | Bucur 7            | Sala Sporturilor, Mioveni Arbitri: Gurbina, Stanciu |
| 9 aprilie 2022 14:00 | 2× 1×                 | Cronica | 4× 2×              | Sala Sporturilor, Mioveni Arbitri: Gurbina, Stanciu |

| 9 aprilie 2022 17:00 | HC Dunărea Brăila | 27 – 26 | SCM Gloria Buzău | Sala Polivalentă „Danubius”, Brăila Arbitri: Gheorghiu, Hagiu |
| 9 aprilie 2022 17:00 | Kurtović 9        | (14–11) | Harabagiu 8      | Sala Polivalentă „Danubius”, Brăila Arbitri: Gheorghiu, Hagiu |
| 9 aprilie 2022 17:00 | 3× 3×             | Cronica | 2× 2×            | Sala Polivalentă „Danubius”, Brăila Arbitri: Gheorghiu, Hagiu |

| 10 aprilie 2022 11:00 | CS Minaur Baia Mare | 26 – 27 | CS Gloria 2018 Bistrița | Sala Sporturilor „Lascăr Pană”, Baia Mare Asistență: 900 Arbitri: Stark, Ștefan |
| 10 aprilie 2022 11:00 | Laslo 7             | (11–16) | Dincă 9                 | Sala Sporturilor „Lascăr Pană”, Baia Mare Asistență: 900 Arbitri: Stark, Ștefan |
| 10 aprilie 2022 11:00 | 1× 1×               | Cronica | 2× 1×                   | Sala Sporturilor „Lascăr Pană”, Baia Mare Asistență: 900 Arbitri: Stark, Ștefan |

### Etapa a XXII-a
| 12 aprilie 2022 TVR 118:00 | CSM București | 28 – 21 | HC Dunărea Brăila | Sala Polivalentă „Rapid”, București Arbitri: Manafu, Pavel |
| 12 aprilie 2022 TVR 118:00 | C. Neagu 10   | (13–10) | Da Rocha 6        | Sala Polivalentă „Rapid”, București Arbitri: Manafu, Pavel |
| 12 aprilie 2022 TVR 118:00 | 4× 2×         | Cronica | 3× 2×             | Sala Polivalentă „Rapid”, București Arbitri: Manafu, Pavel |

| 13 aprilie 2022 TVR 216:00 | CS Rapid București | 34 – 31 | CS Minaur Baia Mare | Sala Polivalentă „Rapid”, București Asistență: 1.200 Arbitri: Șerbu, Vasilescu |
| 13 aprilie 2022 TVR 216:00 | Buceschi 9         | (20–16) | Laslo 8             | Sala Polivalentă „Rapid”, București Asistență: 1.200 Arbitri: Șerbu, Vasilescu |
| 13 aprilie 2022 TVR 216:00 | 1×                 | Cronica | 3×                  | Sala Polivalentă „Rapid”, București Asistență: 1.200 Arbitri: Șerbu, Vasilescu |

| 13 aprilie 2022 17:00 | SCM Gloria Buzău | 26 – 20 | CSM Slatina | Sala Sporturilor „Romeo Iamandi”, Buzău Arbitri: Murariu, Tăbăcariu |
| 13 aprilie 2022 17:00 | Harabagiu 7      | (12–10) | Ostase 12   | Sala Sporturilor „Romeo Iamandi”, Buzău Arbitri: Murariu, Tăbăcariu |
| 13 aprilie 2022 17:00 | 1× 1×            | Cronica | 4× 1×       | Sala Sporturilor „Romeo Iamandi”, Buzău Arbitri: Murariu, Tăbăcariu |

| 13 aprilie 2022 17:00 | CS Gloria 2018 Bistrița | 34 – 271) | CSU Știința București | Sala Polivalentă, Bistrița Arbitri: Agliceriu, Turdean |
| 13 aprilie 2022 17:00 | Dincă 7                 | (15–12)   | Boljević 10           | Sala Polivalentă, Bistrița Arbitri: Agliceriu, Turdean |
| 13 aprilie 2022 17:00 | 4× 1×                   | Cronica   | 2×                    | Sala Polivalentă, Bistrița Arbitri: Agliceriu, Turdean |

| 13 aprilie 2022 18:00 | SCM Craiova | 24 – 25 | CS Măgura Cisnădie | Sala Polivalentă, Craiova Arbitri: Iliescu, Manea |
| 13 aprilie 2022 18:00 | Andrei 8    | (13–13) | Bardac, Tătar 5    | Sala Polivalentă, Craiova Arbitri: Iliescu, Manea |
| 13 aprilie 2022 18:00 | 4× 2×       | Cronica | 2× 2×              | Sala Polivalentă, Craiova Arbitri: Iliescu, Manea |

| 13 aprilie 2022 18:00 | CSM Deva    | 16 – 15 | CS Dacia Mioveni 2012 | Sala Sporturilor, Deva Arbitri: Nacu, Rucoi |
| 13 aprilie 2022 18:00 | Pătuleanu 5 | (7–7)   | Lisewska 8            | Sala Sporturilor, Deva Arbitri: Nacu, Rucoi |
| 13 aprilie 2022 18:00 | 5× 3×       | Cronica | 6× 1×                 | Sala Sporturilor, Deva Arbitri: Nacu, Rucoi |

| 13 aprilie 2022 18:00 | SCM Râmnicu Vâlcea | 38 – 28 | HC Zalău  | Sala Sporturilor „Traian”, Râmnicu Vâlcea Arbitri: Ghiorghișor, Harabagiu |
| 13 aprilie 2022 18:00 | Glibko 8           | (21–11) | Mihart 11 | Sala Sporturilor „Traian”, Râmnicu Vâlcea Arbitri: Ghiorghișor, Harabagiu |
| 13 aprilie 2022 18:00 | 5× 1×              | Cronica | 2×        | Sala Sporturilor „Traian”, Râmnicu Vâlcea Arbitri: Ghiorghișor, Harabagiu |

1) În urma înfrângerii suferite în această partidă, CSU Știința București a retrogradat matematic în Divizia A, nemaiputând ajunge la puncte echipa clasată pe locul al 12-lea.

### Etapa a XXIII-a
| 6 mai 2022 TVR 216:00 | CS Gloria 2018 Bistrița | 28 – 21 | SCM Craiova | Sala Polivalentă, Bistrița Arbitri: Manafu, Pavel |
| 6 mai 2022 TVR 216:00 | Moisă 6                 | (16–9)  | Bak 8       | Sala Polivalentă, Bistrița Arbitri: Manafu, Pavel |
| 6 mai 2022 TVR 216:00 | 3× 1×                   | Cronica | 4× 3×       | Sala Polivalentă, Bistrița Arbitri: Manafu, Pavel |

| 6 mai 2022 17:00 | HC Dunărea Brăila | 19 – 22 | CS Măgura Cisnădie | Sala Polivalentă „Danubius”, Brăila Arbitri: Badiu, Barbu |
| 6 mai 2022 17:00 | Da Rocha 6        | (8–14)  | Tătar 7            | Sala Polivalentă „Danubius”, Brăila Arbitri: Badiu, Barbu |
| 6 mai 2022 17:00 | 4×                | Cronica | 5× 1×              | Sala Polivalentă „Danubius”, Brăila Arbitri: Badiu, Barbu |

| 7 mai 2022 11:00 | HC Zalău | 27 – 18 | CSM Deva        | Sala Sporturilor „Gheorghe Tadici”, Zalău Arbitri: Ciutacu, Stamatoiu |
| 7 mai 2022 11:00 | Lazić 6  | (14–11) | Malac, Șamanț 5 | Sala Sporturilor „Gheorghe Tadici”, Zalău Arbitri: Ciutacu, Stamatoiu |
| 7 mai 2022 11:00 | 5× 2×    | Cronica | 3× 3×           | Sala Sporturilor „Gheorghe Tadici”, Zalău Arbitri: Ciutacu, Stamatoiu |

| 7 mai 2022 TVR 115:30 | CS Minaur Baia Mare | 30 – 33 | SCM Râmnicu Vâlcea | Sala Sporturilor „Lascăr Pană”, Baia Mare Asistență: 600 Arbitri: Șerbu, Vasilescu |
| 7 mai 2022 TVR 115:30 | Fujita 8            | (13–14) | Elghaoui 8         | Sala Sporturilor „Lascăr Pană”, Baia Mare Asistență: 600 Arbitri: Șerbu, Vasilescu |
| 7 mai 2022 TVR 115:30 | 4×                  | Cronica | 5×                 | Sala Sporturilor „Lascăr Pană”, Baia Mare Asistență: 600 Arbitri: Șerbu, Vasilescu |

| 8 mai 2022 13:00 | CSU Știința București | 23 – 32 | CS Rapid București    | Sala Polivalentă „Rapid”, București Arbitri: Basso, Tofan |
| 8 mai 2022 13:00 | Tetean 6              | (12–19) | Carlos, Popa, Tîrcă 5 | Sala Polivalentă „Rapid”, București Arbitri: Basso, Tofan |
| 8 mai 2022 13:00 | 2× 1×                 | Cronica | 5×                    | Sala Polivalentă „Rapid”, București Arbitri: Basso, Tofan |

| 8 mai 2022 18:30 | CS Dacia Mioveni 2012 | 19 – 23 | SCM Gloria Buzău | Sala Sporturilor, Mioveni Arbitri: Drăghici, Drăguț |
| 8 mai 2022 18:30 | Beșleagă, Georgescu 4 | (10–11) | Harabagiu 12     | Sala Sporturilor, Mioveni Arbitri: Drăghici, Drăguț |
| 8 mai 2022 18:30 | 5× 1×                 | Cronica | 3× 3×            | Sala Sporturilor, Mioveni Arbitri: Drăghici, Drăguț |

| 12 mai 2022 17:00 | CSM Slatina | 25 – 26 | CSM București | Sala LPS, Slatina Arbitri: Agliceriu, Turdean |
| 12 mai 2022 17:00 | Ostase 9    | (13–15) | Arntzen 10    | Sala LPS, Slatina Arbitri: Agliceriu, Turdean |
| 12 mai 2022 17:00 | 4× 2×       | Cronica | 5× 1×         | Sala LPS, Slatina Arbitri: Agliceriu, Turdean |

### Etapa a XXIV-a
| 14 mai 2022 11:00 | SCM Gloria Buzău    | 27 – 24 | HC Zalău                 | Sala Sporturilor „Romeo Iamandi”, Buzău Arbitri: Badiu, Barbu |
| 14 mai 2022 11:00 | Harabagiu, Simion 6 | (12–12) | Berbece, Lazić, Mihart 4 | Sala Sporturilor „Romeo Iamandi”, Buzău Arbitri: Badiu, Barbu |
| 14 mai 2022 11:00 | 3× 1×               | Cronica | 7× 1×                    | Sala Sporturilor „Romeo Iamandi”, Buzău Arbitri: Badiu, Barbu |

| 14 mai 2022 18:00 | SCM Râmnicu Vâlcea | 34 – 29 | CSU Știința București | Sala Sporturilor „Traian”, Râmnicu Vâlcea Arbitri: Ghiță, Topliceanu |
| 14 mai 2022 18:00 | Liščević 7         | (14–15) | Coman 9               | Sala Sporturilor „Traian”, Râmnicu Vâlcea Arbitri: Ghiță, Topliceanu |
| 14 mai 2022 18:00 | 3× 3×              | Cronica | 4× 1×                 | Sala Sporturilor „Traian”, Râmnicu Vâlcea Arbitri: Ghiță, Topliceanu |

| 15 mai 2022 16:30 | CS Măgura Cisnădie | 27 – 271) | CSM Slatina    | Sala Polivalentă „Măgura”, Cisnădie Arbitri: Costache, Vasile |
| 15 mai 2022 16:30 | M. Neagu 7         | (13–14)   | Coman, Olaru 6 | Sala Polivalentă „Măgura”, Cisnădie Arbitri: Costache, Vasile |
| 15 mai 2022 16:30 | 7× 3×              | Cronica   | 4× 1×          | Sala Polivalentă „Măgura”, Cisnădie Arbitri: Costache, Vasile |

| 18 mai 2022 13:00 | CSM București | 30 – 24 | CS Dacia Mioveni 2012 | Sala Polivalentă „Rapid”, București Arbitri: Popa, Velișca |
| 18 mai 2022 13:00 | C. Neagu 7    | (17–10) | Georgescu 9           | Sala Polivalentă „Rapid”, București Arbitri: Popa, Velișca |
| 18 mai 2022 13:00 | 1× 2×         | Cronica | 2× 2×                 | Sala Polivalentă „Rapid”, București Arbitri: Popa, Velișca |

| 18 mai 2022 18:00 | SCM Craiova | 27 – 27 | HC Dunărea Brăila | Sala Polivalentă, Craiova Arbitri: Doană, Gociu |
| 18 mai 2022 18:00 | Bak 9       | (15–16) | Da Rocha 8        | Sala Polivalentă, Craiova Arbitri: Doană, Gociu |
| 18 mai 2022 18:00 | 3× 1×       | Cronica | 5× 1×             | Sala Polivalentă, Craiova Arbitri: Doană, Gociu |

| 18 mai 2022 TVR 118:00 | CS Rapid București | 29 – 27 | CS Gloria 2018 Bistrița | Sala Polivalentă „Rapid”, București Arbitri: Drăghici, Drăguț |
| 18 mai 2022 TVR 118:00 | Tîrcă 9            | (13–11) | Kovačević 6             | Sala Polivalentă „Rapid”, București Arbitri: Drăghici, Drăguț |
| 18 mai 2022 TVR 118:00 | 1× 1×              | Cronica | 4×                      | Sala Polivalentă „Rapid”, București Arbitri: Drăghici, Drăguț |

| 20 mai 2022 18:00 | CSM Deva           | 18 – 38 | CS Minaur Baia Mare | Sala Sporturilor, Deva Asistență: 300 Arbitri: Drăgănescu, Rădulescu |
| 20 mai 2022 18:00 | Ciolan, Petrescu 4 | (11–21) | Fujita 7            | Sala Sporturilor, Deva Asistență: 300 Arbitri: Drăgănescu, Rădulescu |
| 20 mai 2022 18:00 | 3×                 | Cronica | 7× 2×               | Sala Sporturilor, Deva Asistență: 300 Arbitri: Drăgănescu, Rădulescu |

1) În urma egalului din această partidă, CSM Slatina a devenit a doua echipă obligată obligată să participe la meciurile de baraj pentru rămânerea în Liga Națională.

### Etapa a XXV-a
| 26 mai 2022 14:00 | CSU Știința București | 23 – 21 | CSM Deva | Sala Polivalentă „Rapid”, București Arbitri: Gorina, Melencu |
| 26 mai 2022 14:00 | Coman 7               | (9–13)  | Malac 7  | Sala Polivalentă „Rapid”, București Arbitri: Gorina, Melencu |
| 26 mai 2022 14:00 | 4× 1×                 | Cronica | 1× 2×    | Sala Polivalentă „Rapid”, București Arbitri: Gorina, Melencu |

| 26 mai 2022 TVR 118:00 | CS Rapid București | 36 – 26 | SCM Craiova | Sala Polivalentă „Rapid”, București Arbitri: Moldoveanu, Georgescu |
| 26 mai 2022 TVR 118:00 | Badea, Carlos 7    | (15–10) | Tudorică 6  | Sala Polivalentă „Rapid”, București Arbitri: Moldoveanu, Georgescu |
| 26 mai 2022 TVR 118:00 | 6× 3×              | Cronica | 5× 2× 1×    | Sala Polivalentă „Rapid”, București Arbitri: Moldoveanu, Georgescu |

| 26 mai 2022 18:00 | CS Gloria 2018 Bistrița | 35 – 33 | SCM Râmnicu Vâlcea | Sala Polivalentă, Bistrița Arbitri: Mârza, Nedelea |
| 26 mai 2022 18:00 | Rodríguez 11            | (15–19) | Glibko 15          | Sala Polivalentă, Bistrița Arbitri: Mârza, Nedelea |
| 26 mai 2022 18:00 | 4× 2×                   | Cronica | 6× 1×              | Sala Polivalentă, Bistrița Arbitri: Mârza, Nedelea |

| 26 mai 2022 18:00 | CS Minaur Baia Mare | 35 – 31 | SCM Gloria Buzău | Sala Sporturilor „Lascăr Pană”, Baia Mare Asistență: 600 Arbitri: Ghiorghișor, Harabagiu |
| 26 mai 2022 18:00 | Fujita 9            | (16–16) | Harabagiu 11     | Sala Sporturilor „Lascăr Pană”, Baia Mare Asistență: 600 Arbitri: Ghiorghișor, Harabagiu |
| 26 mai 2022 18:00 | 1×                  | Cronica | 2× 1×            | Sala Sporturilor „Lascăr Pană”, Baia Mare Asistență: 600 Arbitri: Ghiorghișor, Harabagiu |

| 26 mai 2022 TVR 218:00 | HC Zalău | 24 – 26 | CSM București | Sala Sporturilor „Gheorghe Tadici”, Zalău Arbitri: Gherman, Moldovan |
| 26 mai 2022 TVR 218:00 | Mihart 8 | (15–12) | C. Neagu 11   | Sala Sporturilor „Gheorghe Tadici”, Zalău Arbitri: Gherman, Moldovan |
| 26 mai 2022 TVR 218:00 | 3× 1×    | Cronica | 5× 3×         | Sala Sporturilor „Gheorghe Tadici”, Zalău Arbitri: Gherman, Moldovan |

| 26 mai 2022 18:00 | CS Dacia Mioveni 2012 | 21 – 25 | CS Măgura Cisnădie | Sala Sporturilor, Mioveni Arbitri: Babău, Roibu |
| 26 mai 2022 18:00 | Lisewska 6            | (10–11) | M. Neagu 12        | Sala Sporturilor, Mioveni Arbitri: Babău, Roibu |
| 26 mai 2022 18:00 | 5× 1×                 | Cronica | 8× 2× 1×           | Sala Sporturilor, Mioveni Arbitri: Babău, Roibu |

| 26 mai 2022 18:00 | CSM Slatina | 20 – 22 | HC Dunărea Brăila | Sala LPS, Slatina Arbitri: Iliescu, Manea |
| 26 mai 2022 18:00 | Popescu 5   | (12–11) | Da Rocha 7        | Sala LPS, Slatina Arbitri: Iliescu, Manea |
| 26 mai 2022 18:00 | 5× 1×       | Cronica | 7× 1× 2×          | Sala LPS, Slatina Arbitri: Iliescu, Manea |

### Etapa a XXVI-a
| 29 mai 2022 15:30 | SCM Craiova | 30 – 24 | CSM Slatina         | Sala Polivalentă, Craiova Arbitri: Basso, Tofan |
| 29 mai 2022 15:30 | Bak 16      | (13–13) | Cârligeanu, Coman 5 | Sala Polivalentă, Craiova Arbitri: Basso, Tofan |
| 29 mai 2022 15:30 | 4×          | Cronica | 6×                  | Sala Polivalentă, Craiova Arbitri: Basso, Tofan |

| 29 mai 2022 15:30 | HC Dunărea Brăila               | 30 – 23 | CS Dacia Mioveni 2012 | Sala Polivalentă „Danubius”, Brăila Arbitri: Ciutacu, Stamatoiu |
| 29 mai 2022 15:30 | Kurtović, Da Rocha, Sazdovska 5 | (14–14) | Georgescu 8           | Sala Polivalentă „Danubius”, Brăila Arbitri: Ciutacu, Stamatoiu |
| 29 mai 2022 15:30 | 6× 2×                           | Cronica | 5× 1×                 | Sala Polivalentă „Danubius”, Brăila Arbitri: Ciutacu, Stamatoiu |

| 29 mai 2022 15:30 | CS Măgura Cisnădie | 24 – 21 | HC Zalău | Sala Polivalentă „Măgura”, Cisnădie Arbitri: Badiu, Barbu |
| 29 mai 2022 15:30 | M. Neagu 7         | (12–10) | Bujor 9  | Sala Polivalentă „Măgura”, Cisnădie Arbitri: Badiu, Barbu |
| 29 mai 2022 15:30 | 5× 2× 1×           | Cronica | 6× 1× 1× | Sala Polivalentă „Măgura”, Cisnădie Arbitri: Badiu, Barbu |

| 29 mai 2022 TVR 215:30 | CSM București        | 33 – 29 | CS Minaur Baia Mare | Sala Polivalentă, București Asistență: 1.200 Arbitri: Pârvu, Potîrniche |
| 29 mai 2022 TVR 215:30 | C. Neagu, Da Silva 5 | (16–17) | Fujita 7            | Sala Polivalentă, București Asistență: 1.200 Arbitri: Pârvu, Potîrniche |
| 29 mai 2022 TVR 215:30 | 4× 1× 1×             | Cronica | 4× 1×               | Sala Polivalentă, București Asistență: 1.200 Arbitri: Pârvu, Potîrniche |

| 29 mai 2022 15:30 | SCM Gloria Buzău | 37 – 28 | CSU Știința București | Sala Sporturilor „Romeo Iamandi”, Buzău Arbitri: Murariu, Tăbăcariu |
| 29 mai 2022 15:30 | Czeczi 9         | (20–13) | Coman 6               | Sala Sporturilor „Romeo Iamandi”, Buzău Arbitri: Murariu, Tăbăcariu |
| 29 mai 2022 15:30 | 3× 1×            | Cronica |                       | Sala Sporturilor „Romeo Iamandi”, Buzău Arbitri: Murariu, Tăbăcariu |

| 29 mai 2022 TVR 115:30 | SCM Râmnicu Vâlcea           | 27 – 35 | CS Rapid București | Sala Sporturilor „Traian”, Râmnicu Vâlcea Arbitri: Manafu, Pavel |
| 29 mai 2022 TVR 115:30 | Elghaoui, Glibko, Klikovac 5 | (17–16) | Carlos 17          | Sala Sporturilor „Traian”, Râmnicu Vâlcea Arbitri: Manafu, Pavel |
| 29 mai 2022 TVR 115:30 | 4× 3×                        | Cronica | 4× 1×              | Sala Sporturilor „Traian”, Râmnicu Vâlcea Arbitri: Manafu, Pavel |

| 29 mai 2022 18:00 | CSM Deva         | 24 – 34 | CS Gloria 2018 Bistrița | Sala Sporturilor, Deva Arbitri: Ghiță, Topliceanu |
| 29 mai 2022 18:00 | Cîmpean, Malac 6 | (12–17) | Bazaliu, Chintoan 6     | Sala Sporturilor, Deva Arbitri: Ghiță, Topliceanu |
| 29 mai 2022 18:00 | 4× 1×            | Cronica | 7× 1×                   | Sala Sporturilor, Deva Arbitri: Ghiță, Topliceanu |

## Promovare și retrogradare
La ediția 2021-2022 a Ligii Naționale au participat 14 echipe. Conform regulamentului publicat de FRH, echipele clasate pe ultimele două locuri (13 și 14) după ultima etapă a competiției au retrogradat direct în Divizia A. Echipele care au terminat pe locurile 11 și 12 după ultima etapă a competiției au disputat un turneu de baraj împreună cu formațiile care au terminat sezonul pe locurile 2 în cele două serii ale Diviziei A. Conform regulamentului, echipele clasate pe primele două locuri la finalul turneului de baraj, CSM Slatina și CS Dacia Mioveni 2012, au rămas în Liga Națională.
Echipele care au retrogradat direct sunt următoarele: 
- CSM Deva, retrogradată matematic în urma înfrângerii în partida restanță din 30 aprilie 2022, din etapa a XV-a, punctele acumulate până în acel moment nemaifiindu-i suficiente pentru a rămâne în Liga Națională, indiferent de rezultatele din partidele rămase de jucat;[29]
- CSU Știința București, retrogradată matematic în urma înfrângerii din data de 13 aprilie 2022, din etapa a XXII-a;

Ca și în edițiile anterioare, echipele clasate pe locul 1 în cele două serii ale Diviziei A au promovat direct în Liga Națională. Cele două echipe, CSM Galați și CSM Târgu Jiu, au promovat după ce au câștigat cele două serii ale Diviziei A, pe 25 mai, repectiv 29 aprilie 2022.

### Barajul pentru promovare/menținere în Liga Națională
|  | Echipe rămase în Liga Națională |
|  | Echipe rămase în Divizia A      |

| Loc | Echipa                | J | V | E | Î | GM | GP  | G    | P | Poziție                         |
| --- | --------------------- | - | - | - | - | -- | --- | ---- | - | ------------------------------- |
| 1   | CSM Slatina           | 3 | 2 | 1 | 0 | 94 | 75  | + 19 | 7 | Locul 11 în Liga Națională      |
| 2   | CS Dacia Mioveni 2012 | 3 | 2 | 1 | 0 | 88 | 77  | + 11 | 7 | Locul 12 în Liga Națională      |
| 3   | CSU Cluj-Napoca       | 3 | 1 | 0 | 2 | 80 | 91  | – 11 | 3 | Locul 2 în Seria B a Diviziei A |
| 4   | CSM Unirea Slobozia   | 3 | 0 | 0 | 3 | 82 | 101 | – 19 | 0 | Locul 2 în Seria A a Diviziei A |

Astfel, la sfârșitul sezonului 2021-2022
- CSM Slatina și CS Dacia Mioveni 2012 au rămas în Liga Națională;
- CSM Galați și CSM Târgu Jiu au promovat în Liga Națională;

## Pedepse disciplinare
1) Pe 7 septembrie 2021, Comisia de Disciplină a FRH l-a suspendat timp de opt etape pe antrenorul Gheorghe Tadici „pentru insulte, jigniri și amenințări aduse  proprilor jucătoare” în timpul unui time-out al meciului dintre HC Zalău și CS Rapid București, disputat în finala mică a Cupei României Fan Courier, în data de 29 august 2021, la Brăila. Suplimentar, comisia a aplicat o penalitate de 1000 de lei, cu termen de achitare 7 noiembrie 2021, „conform art.43.2, lit.a, pct 1, cu aplicare art.34.1, lit. h, (Recidivă – data 02.03.2021 și 30.08.2021)”. Injuriile antrenorului Tadici au putut fi auzite în timpul transmisiunii în direct a partidei de către postul de televiziune TVR 2. Pe 29 septembrie 2021, Comisia de Apel a FRH a admis parțial apelul înaintat de Gheorghe Tadici și a redus sancțiunea acestuia la doar patru etape de suspendare.
2) Pe 30 noiembrie 2021, Comisia de Disciplină a FRH l-a suspendat timp de șase etape pe antrenorul Gheorghe Tadici „pentru bruscarea propriei jucătoare in timpul jocului”, după ce acesta a scuturat-o și împins-o pe handbalista Alexandra Vrabie în timpul partidei de campionat cu SCM Râmnicu Vâlcea, disputată pe 18 noiembrie. Suplimentar, comisia a aplicat o „penalitate pecuniară” de 4000 de lei, cu termen de achitare 30 decembrie 2021, „conform art.43.4 lit.b, cu aplicarea art.34.1 lit.k (recidivă 02.03.2021, 30.08.2021, 07.09.2021)”. Amanda Kurtović a fost și ea amendată cu suma de 1000 de lei „pentru declarații cu caracter jignitor în mass media”, după ce l-a criticat pe Tadici în presa norvegiană.
Gheorghe Tadici a făcut apel împotriva deciziei de suspendare, iar acesta a fost judecat pe 22 decembrie 2021. Comisia de Apel a FRH a admis solicitarea lui Tadici și a anulat „Hotărârea nr. 8/30.11.2021 pronunțată de Comisia de Disciplină a FRH”. Rejudecând cazul, Comisia de Apel a dispus „sancționarea domnului Gheorghe Tadici cu 6 (șase) etape de suspendare începând cu data de 01.12.2021 și penalitate pecuniară de 4.000 lei”.
3) În ultima secundă a meciului dintre CS Minaur și SCM Craiova, disputat pe 19 martie 2022, handbalista Nicoleta Tudorică a lovit-o cu mingea direct în figură pe Aleksandra Zych, provocându-i o comoție. Pentru acest gest, Tudorică a primit cartonașul roșu și pe cel albastru, fiind eliminată o etapă. Presa locală din Baia Mare a solicitat excluderea din viața sportivă a handbalistei, dar Comisia Centrală de Disciplină a FRH, în ședința din data de 22 martie 2022, a decis „sancționarea sportivei Tudorică Nicoleta de la SCM Craiova cu Avertisment, pentru comportare nesportivă gravă, conform art. 50.1 lit. a)”.
4) Pe 14 martie 2022, Comisia de audiere a sportivilor și a personalului asistent din cadrul Agenției Naționale Anti-Doping (ANAD), prin Decizia nr.4/14.03.2022 din dosarul 49/2021, a hotărât să o suspende pentru o perioadă de șase luni pe handbalista Ana Maria Țicu de la SCM Craiova, „pentru utilizarea sau tentativa de a utiliza o susbstanță sau metodă interzisă ce constituie o abatere de la Reglementările antidoping”. Suspendarea a survenit după folosirea de către Țicu a unei medicații interzise, prescrise de un medic din afara clubului SCM Craiova, în urma unei grave accidentări suferite de handbalistă la călcâiul lui Ahile. Ca urmare a deciziei ANAD, Comisia Centrală de Disciplină a FRH, în ședința din 3 mai 2022, a suspendat „dreptul de joc al sportivei Țicu Ana Maria pentru o perioadă de 6 luni, începând cu data de 14.03.2022, în competițiile organizate de F.R.H, A.J.H, A.M.H”.
5) Pe 7 iunie 2022, Comisia de Disciplină a Federației Române de Handbal a decis amendarea Cristinei Neagu cu suma de 1.000 de lei „pentru declarații tendențioase care se dovedesc a fi nereale”, în urma unei postări pe Facebook în care acuza echipa HC Zalău de non-combat în meciurile contra echipei Rapid București. De asemenea, clubul CSM București a fost amendat cu suma de 2.000 de lei pentru că nu a trimis nici un reprezentant la conferința de presă premergătoare Final Four-ului Cupei României.

## Clasamentul marcatoarelor
Actualizat pe 29 mai 2022;
| Poz.                        | Nume                           | Echipă                         | Goluri |
| --------------------------- | ------------------------------ | ------------------------------ | ------ |
| Trofeul Simona Arghir Sandu | Cristina Neagu (ROU)           | CSM București                  | 191    |
| 2                           | Irina Glibko (UKR)             | SCM Râmnicu Vâlcea             | 169    |
| 3                           | Marilena Neagu (ROU)           | CS Măgura Cisnădie             | 148    |
| 4                           | Sorina Tîrcă (ROU)             | CS Rapid București             | 146    |
| 5                           | Bianca Harabagiu (ROU)         | SCM Gloria Buzău               | 144    |
| 6                           | Lorena Ostase (ROU)            | CSM Slatina                    | 139    |
| 7                           | Melanie Bak (DEN)              | SCM Craiova                    | 138    |
| 8                           | Asuka Fujita (JAP)             | CS Minaur Baia Mare            | 137    |
| 9                           | Asma Elghaoui (HUN)            | SCM Râmnicu Vâlcea             | 123    |
| 10                          | Cristina Laslo (ROU)           | CS Minaur Baia Mare            | 121    |
| 11                          | Ana Paula Rodrigues Belo (BRA) | HC Dunărea Brăila              | 120    |
| 12                          | Luciana Popescu (ROU)          | CSM Slatina                    | 116    |
| 13                          | Amanda Kurtović (NOR)          | HC Dunărea Brăila              | 114    |
| 14                          | Azenaide Carlos (ANG)          | CS Rapid București             | 113    |
| 15                          | Alina Czeczi (ROU)             | SCM Gloria Buzău               | 111    |
| 16                          | Cristina Malac (ROU)           | CSM Deva                       | 110    |
| 17                          | Valentina Blažević (CRO)       | CS Măgura Cisnădie             | 105    |
| 17                          | Jasna Boljević (MNE)           | CSU Știința București          | 105    |
| 19                          | Magda Cazanga (ANG)            | CSU Știința București          | 102    |
| 20                          | Jovana Kovačević (SRB)         | CS Gloria 2018 Bistrița-Năsăud | 99     |
| 20                          | Andreea Mihart (ROU)           | HC Zalău                       | 99     |

## Premii
Pe 9 iunie 2022, Federația Română de Handbal a premiat cele mai bune handbaliste, în urma voturilor exprimate de antrenorii din Liga Națională.
|  |  |